# 로드 (가수)
엘라 마리야 라니 옐리치오코너(영어: Ella Marija Lani Yelich-O'Connor, 1996년 11월 7일 ~ )는 뉴질랜드의 가수이자 송라이터로 로드(Lorde)라는 예명으로 더 잘 알려져 있다. 독특한 음악 스타일과 사려 있는 가사와 곡을 만드는 것으로 유명한 로드는 오클랜드의 교외 지역인 타카푸나에서 태어나 데번포트에서 자랐으며, 10대 초반일 때부터 지역 공연장에서 공연을 하며, 노래하는 것에 관심을 나타냈다. 2009년에는 유니버설 뮤직 그룹과 계약을 맺었고, 2011년 프로듀서인 조엘 리틀과 협업하며 음반을 발매할 준비를 하기 시작하였다.

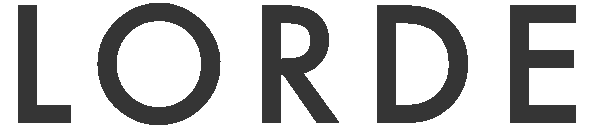
로드의 로고

유니버설 뮤직은 2013년 익스텐디드 플레이(EP)로 두 사람의 첫 작품인 "The Love Club EP"를 발매하였다. 그 중 EP에 수록된 싱글 'Royals'가 빌보드 핫 100을 포함한 여러 국가의 차트에서 1위를 기록하며 유명세를 타기 시작하였다. 이후 첫 정규 음반 "Pure Heroine"은 비평적·상업적으로 성공을 거두었으며, 이듬해에는 영화 "헝거 게임: 모킹제이"의 사운드트랙에 'Yellow Flicker Beat'를 포함한 노래 몇 곡에 참여하였다. 2017년에 발표된 두 번째 정규 음반 "Melodrama"는 빌보드 200에서 1위를 기록하고, 비평적으로도 폭넓은 찬사를 받았다.
로드는 일반적으로 일렉트로팝 장르의 노래를 부르지만, 몇몇 노래에서는 드림 팝이나 인디 일렉트로와 같은 다른 장르의 노래를 부르기도 한다. 또한 브루즈나 블리처스, 디스클로저, 손 럭스 등 다른 아티스트의 노래에 작곡이나 피처링으로 참여하였다. 현재까지 두 개의 그래미 어워드, 두 개의 브릿 어워드와 골든 글로브상에 후보로 지명되었으며, 전 세계적으로 500만장 이상의 음반 판매고를 올렸다. 이외에도 타임에서 선정한 2013년과 2014년 가장 영향력 있는 청소년에 선정되었으며, 2014년 포브스의 '포브스 30 언더 30'(30세 이하 인물 30명을 선정하는 목록)에도 선정되었다.

## 생애

### 1996-2009: 데뷔 이전
엘라 마리야 라니 옐리치오코너는 1996년 11월 7일 오클랜드의 타카푸나에서 시인인 소냐 옐리치(크로아티아어: Jelić)와 엔지니어인 빅 오코너의 딸로 태어났다. 소냐는 크로아티아의 달마티아에서 뉴질랜드로 이민을 온 이민자 사이에서 출생하였으며, 빅은 아일랜드 혈통을 가지고 있다. 로드가 태어났을 때 이 두 명은 결혼을 하지 않은 상태였으며, 30년을 열애한 끝에 2014년에 약혼을 선언하면서 2017년에 첼트넘 비치에서 비공개로 결혼식을 올렸다.
네 명의 남매 중 둘째 딸인 엘라는 언니 제리와 여동생 인디아, 남동생 안젤로가 있다. 이들 가족은 오클랜드 교외의 데번포트와 베이웨스터 근처로 이사를 갔다. 다섯 살이 되던 해에는 한 연극 그룹에 들어가게 되었는데, 그곳에서 연설과 같은 웅변술을 배우면서 노래와 연기에 대한 애착을 발견하게 된다. 소냐는 엘라가 학교에 들어갔을 때 다양한 장르의 책을 읽도록 장려하였는데, 후에 로드는 자신이 서정적인 면을 가지게 된 가장 큰 계기로 이를 꼽기도 하였다. 그러면서 자신의 작사 능력에 특히 매튜 토빈 앤더슨의 청소년 디스토피아인 소설 피드(2002), 작가 중에서는 제롬 데이비드 샐린저, 레이먼드 카버, 자넷 프레임이 많은 영향을 끼쳤다고 언급하였다.
어느 날 소냐는 학교 교사의 말을 듣고 로드의 지능을 우드콕-존슨 인지 능력 시험을 통하여 측정하였는데, 6살 당시 21세 성인의 정신연령을 지니고 있었다. 이에 영재 학교인 조지 파킨 센터에 잠시 등록하였으나, 사회 능력 발전에 대한 우려가 생기면서 철회하였다. 2008년에는 뉴질랜드에서 10세에서 14세까지의 학생을 대상으로 하는 세계 문학 대회인 키즈 릿 퀴즈에 벨몬트 팀으로 출전하였고, 결승까지 가서 준우승을 차지하였다.

### 2009–2011: 데뷔

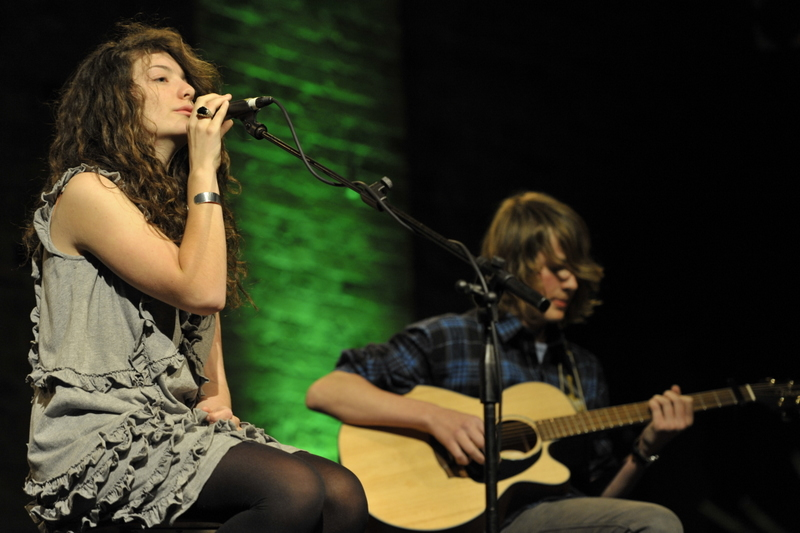
2010년 10월 27일 빅토리아 극장에서 열린 행사 'The Vic Unplugged'에서 공연하고 있는 엘라&루이스

2009년 5월, 로드와 친구인 루이스 맥도널드는 학교에서 매년 열리는 장기 자랑에 듀오로 참가하여 우승하였다. 그로부터 3달이 지나고 8월이 되었을 때, 로드와 맥도널드는 라디오 뉴질랜드에서 짐 모라가 진행하는 쇼 'Afternoons'에 게스트로 초대되었고, 그곳에서 픽시 로트의 'Mama Do (Uh Oh, Uh Oh)'와 킹스 오브 리언의 'Use Somebody'를 커버하였다. 그러면서 맥도널드의 아버지는 유니버설 뮤직 그룹(UMG)의 A&R 임원인 스콧 매클라클런에게 로드가 장기자랑 때 불렀던 'Mama Do'와 더피의 'Warwick Avenue'를 보냈게 되었고, 이를 본 매클라클런이 로드에게 유니버셜과의 계약을 제안하게 되었고, 로드가 계약을 하였다.
한편, 로드는 벨몬트 중학교의 밴드인 'Extreme'에서 활동하였다. 이 밴드는 2009년 11월 18일 타카푸나에 있는 브루스 메이슨 센터에서 열렸던 '노스쇼어 배틀 오브 더 밴즈'에 결승전까지 진출하며 3위를 차지하게 되었다 2010년에는 로드와 맥도널드가 듀엣 '엘라&루이스'를 결성하여 오클랜드에 있는 카페나 데번포트의 빅토리아 극장과 같은 여러 곳에서 정기적으로 공연을 열어 노래를 커버하였다. 이듬해에 유니버셜은 로드에게 가수이자 보컬 코치인 프랜시스 디킨슨을 고용하고 소개시켜주며, 1년 동안 일주일에 두 번씩 노래 강습을 받도록 하였다. 이때 매클라클런은 로드를 다른 프로듀서나 작사가들과 작업을 할 수 있도록 시도했지만 성공하지는 못하였다. 그 대신에 로드는 스스로 곡을 쓰기 시작하였고, 단편 소설을 읽으면서 작사하는 방법을 혼자서 깨우쳤다.

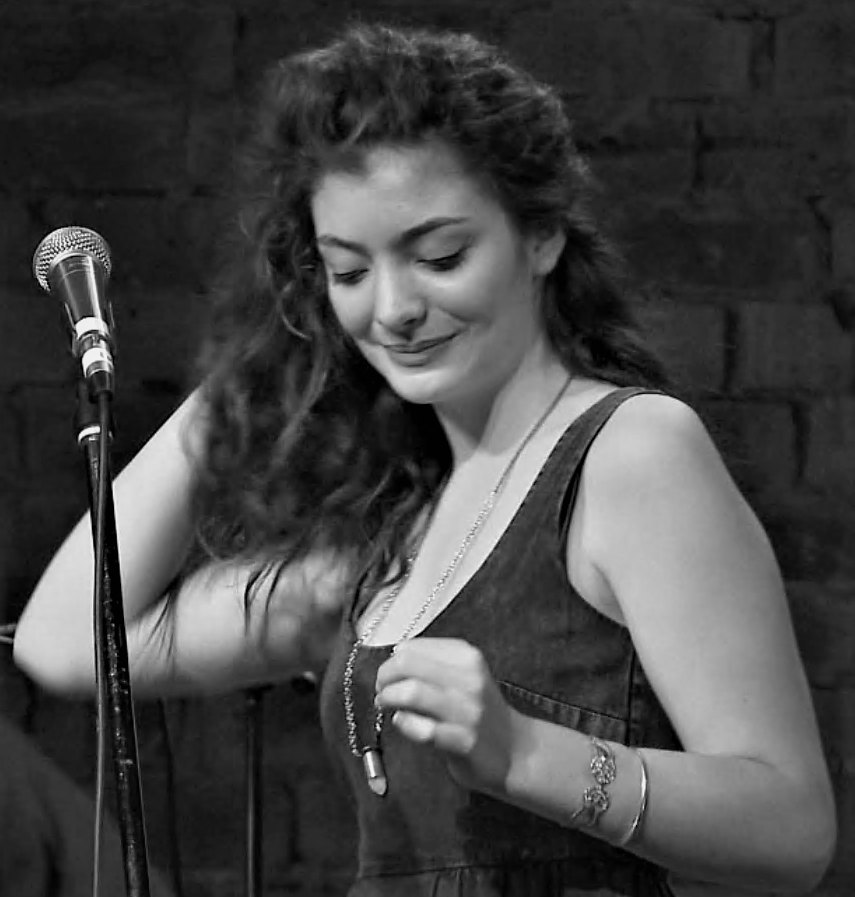
2011년 데번포트의 빅토리아 극장에서 공연하고 있는 로드

로드는 2011년 11월 빅토리아 극장에서 처음으로 자신의 곡을 선보였다. 이후 매클라클런은 12월이 되었을 때 송라이터, 음반 프로듀서이자 밴드 굿나잇 너스의 리드 싱어였던 조엘 리틀과 짝을 지어주었다. 두 사람은 오클랜드 모닝사이드에 있는 리틀의 골든 에이지 스튜디오에서 익스텐디드 플레이에 취입할 노래 5곡을 3주간 녹음하였다.

### 2012–2015: "Pure Heroine"과 헝거 게임 사운드트랙
로드와 리틀의 첫 작품인 "The Love Club EP"의 작업이 마무리되었을 때, 매클라클런은 이를 "강력한 무언가가 있는 음악"이라며 칭찬했지만, 당시 로드는 무명 가수였기 때문에 이 EP가 이익을 낼 수 있을지를 걱정하였다. 그래서 2012년 11월에 로드가 EP에 녹음된 노래들을 사운드클라우드를 통해 사람들이 무료로 다운로드를 할 수 있도록 했다. 그로부터 이듬해 3월까지 5개월 남짓한 시간 동안 6만 번 이상 노래가 다운로드 된 것을 보고 유니버셜 뮤직은 로드에 대한 사람들의 관심이 충분히 생겼다고 판단하여 EP를 발매하였다. "The Love Club EP"는 뉴질랜드와 호주의 음악 차트에서 2위를 기록하였고, EP에 수록되어 있던 싱글 'Royals'가 전 세계적으로 1,000만 개 이상이 판매되면서 로드가 일약 스타덤에 오르게 하는 데에 큰 도움을 주었다. 특히 미국 빌보드 핫 100 차트 1위에 오르는 기염을 토해내며 1987년 티파니 다위시 이후 16세에 최연소 싱글 1위 달성이라는 기록을 세웠고, 미국 음반 산업 협회(RIAA)로부터 다이아몬드 인증을 받았다. 또 제56회 그래미 어워드에서 최우수 팝 솔로 퍼포먼스와 올해의 노래상 부문에서 수상을 거머쥐었다.
2013년 9월, 싱글 'Royals'가 수록된 로드의 첫 정규 음반 "Pure Heroine"은 발매 이후 비평가에게 호평을 받았으며, 빌보드, 롤링 스톤, 보스턴 글로브 등 일부 잡지사에서 선정한 2013년 올해 최고의 음반 목록에도 선정되었다. 그리고 대중에게도 "Pure Heroine"은 평범한 십대들에 관한 이야기나 주류 문화를 비판하는 듯한 메시지를 담은 노래로 많은 관심을 받았다. 미국에서는 2014년 2월 이 음반이 100만 장의 판매고를 넘어서게 되면서 2008년 발매된 아델의 "19" 이후로 여성 아티스트의 데뷔 음반으로서 가장 많이 팔린 음반이라는 위업을 달성하게 되었다. "Pure Heroine"은 그래미 어워드 최우수 팝 보컬 음반 부문에 후보로 올랐고, 2017년 5월까지 범세계적으로는 400만 장 정도가 판매되었다. 이 음반에서는 총 노래 3개가 싱글 컷되었는데, 'Tennis Court'는 뉴질랜드 음악 차트에서 1위를 차지했고, 'Team'은 미국 음악 차트에서 6위를 기록하였으며, 'Glory and Gore'는 미국의 라디오에서 독점으로 발매되었다.

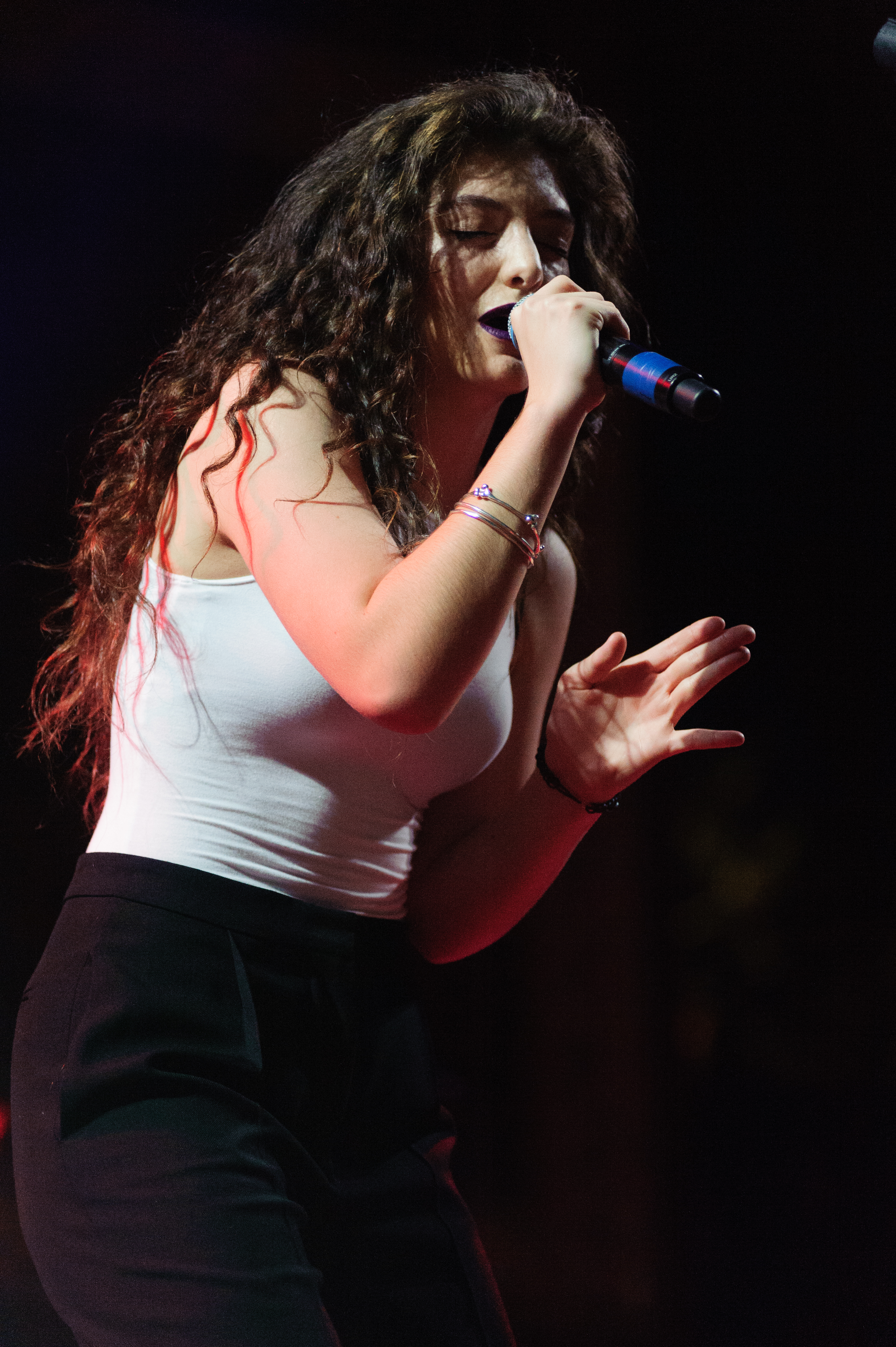
2014년 코첼라 페스티벌에서의 로드

2013년 6월, 로드는 호주와 뉴질랜드에 싱글로 'Tennis Court'를 발매하였으며, 유럽에서는 노래를 더 추가하여 "Tennis Court EP"를 내놓았다. 이는 영국에서는 7월, 미국에서는 8월에 발매되었다. 시간이 지나 11월이 되었을 때는 소니 뮤직 엔터테인먼트와 자신의 레이블인 유니버셜 뮤직 그룹을 포함한 많은 회사들간의 영입 전쟁 끝에 250만 달러 상당으로 송스 뮤직 퍼블리싱과 발매 계약을 체결하였다. 로드는 이 계약을 체결함으로써 비로소 자신의 음악을 영화나 광고 등에 사용할 수 있게 되었다. 그리고 얼마 지나지 않아 헝거 게임: 캣칭 파이어의 사운드트랙에 참여하게 되었고, 거기서 1985년에 발매된 티어스 포 피어스의 'Everybody Wants to Rule the World'를 커버하였다. 또한 로드의 첫 월드 투어인 'Pure Heroine Tour'가 호주의 바이런베이에서부터 시작하였으며, 미국, 캐나다, 독일, 일본, 브라질을 포함한 많은 국가에서 공연을 하게 된다. 이때 공연을 하면서 노래 4곡을 녹음해 로드의 세번째 EP이자 유일한 라이브 음반인 "Live in Concert"를 스트리밍으로 공개하였다. 이런 활동으로, 타임지는 2013년과 2014년에 로드를 세계에서 가장 영향력 있는 청소년 중 한 명으로 선정하였으며, 포브스에서는 2014년 '포브스 30 언더 30'(30세 이하 인물 30명을 선정하는 목록)에 가장 어린 나이로 뽑히게 되었다. 빌보드에서도 '21 언더 21'에 로드를 데뷔한 2013년도에서부터 성인이 되는 2017년도 버전까지 5년 연속으로 포함시켰다.
2014년 상반기 동안 로드는 시드니에서 개최했던 세인트 제롬 레인웨이 페스티벌에서 공연하였으며, 칠레의 산티아고, 브라질의 상파울루, 아르헨티나의 부에노스아이레스에서 열리는 남미 3대 롤라팔루자에서도 공연을 펼쳤다. 미국에서도 캘리포니아주의 코첼라 밸리 뮤직 앤드 아츠 페스티벌에서 무대를 선보였다. 이후 그녀는 2014년 초 북미에서 본격적으로 월드 투어를 시작하였다. 로드는 솔로 활동 중 2014년 4월 로큰롤 명예의 전당에서 열린 밴드 공연에서 밴드 너바나의 멤버들과 함께 'All Apologies'를 불렀다. 밴드 멤버인 크리스 노보셀릭과 데이브 그롤은 로드의 노래에 담겨 있는 통찰력 있는 가사가 너바나가 가지고 있는 미학을 대표하는 것 같아 컬래버를 하기로 선택하였다고 설명했다. 로드는 또한 캣칭 파이어에 이어서 헝거 게임: 모킹제이의 사운드트랙에 참여하였으며, 리드 싱글인 'Yellow Flicker Beat'를 포함한 4개의 트랙을 녹음하였다. 이 노래는 2015년 골든 글로브 최우수 주제가상 후보로 지명되었다. 그해 말에는 영국의 록 밴드 디스클로저의 음반 "Caracal"에 수록된 'Magnets' 피처링에 참여하였다.

### 2016–2018: "Melodrama"
2016년 2월에 개최된 제36회 브릿 어워드에서 로드는 데이비드 보위가 사망하기 전에 했던 마지막 투어의 밴드 멤버들과 함께 1971년에 발매된 'Life on Mars?'를 부르며 헌정 공연을 펼쳤다. 보위의 투어 밴드로 자주 활동했던 피아니스트 마이크 가슨은 보위의 가족과 매니저먼트가 헌정 공연에 로드를 선택한 이유를 보위가 로드를 칭찬하였으며, '음악의 미래'라고 느꼈기 때문이라고 설명하였다. 그 해 말 로드는 뉴질랜드의 음악 듀오인 브루즈의 음반 "Conscious"의 수록곡 'Heartlines'를 공동으로 작곡하였다.

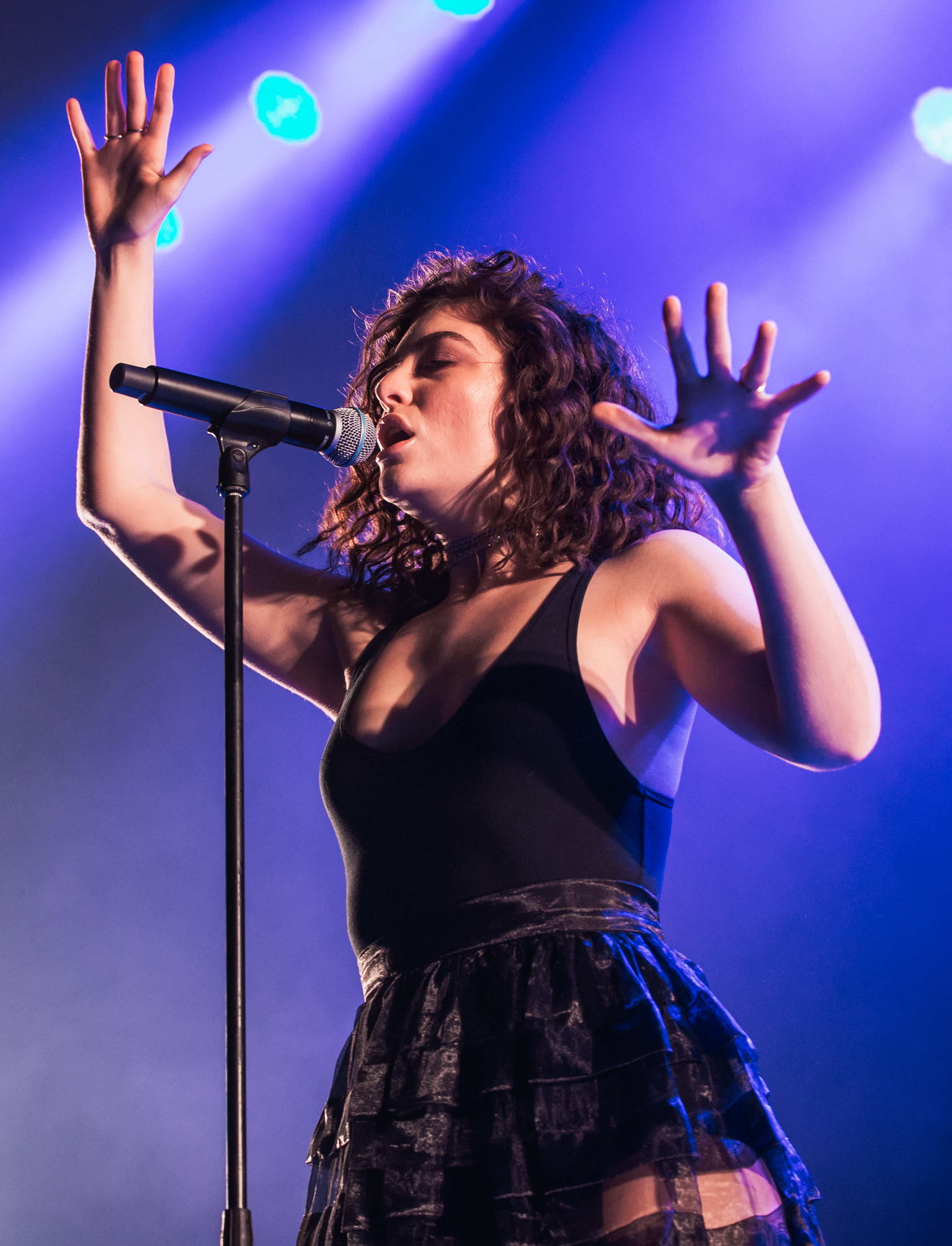
2017년 로스킬레 축제에서 공연하는 로드

로드의 두 번째 정규 음반인 "Melodrama"의 리드 싱글인 'Green Light'는 2017년 3월에 발표되었고 많은 찬사를 받았다. 몇몇 잡지사는 이 싱글을 올해 최고의 노래 중 하나로 선정하였고, 뉴 뮤지컬 익스프레스와 가디언은 올해 최고의 노래 1위로 뽑았다. 또한 상업적으로도 뉴질랜드 음악 차트에서 1위, 호주에서는 4위, 캐나다에선 9위를 기록하면서 어느 정도의 성공을 거두었다. 그 달 말에는 미국의 인디 팝 밴드인 블리처스의 음반 "Gone Now"의 수록곡 'Don't Take the Money'의 공동 작곡과 코러스에 참여하였다.
"Melodrama"에서 로드는 작곡가로서의 성숙함과 기량을 보여주려 했고, 연인과의 헤어짐 후의 감정, 상황, 자기 성찰 등을 녹여냈다. 메타크리틱은 2017년 최고의 음반 목록에서 "Melodrama"를 켄드릭 라마의 앨범 "Damn" 다음인 2위로 선정하였다. 그리고 로드는 이번 음반을 통해 처음으로 빌보드 200에서 1위를 기록하기도 하였으며, 호주, 캐나다, 뉴질랜드의 앨범 차트에서도 1위를 차지하였다. 로드는 그렇게 제60회 그래미 어워드의 올해의 음반상 후보로 지명되었다. 음반에 수록된 곡 중에서는 'Perfect Place'를 싱글 컷 하였으며, 발매 다음 달에는 칼리드, 포스트 말론, SZA가 피처링한 'Homemade Dynamite'의 리믹스 버전을 스포티파이에서 공개하였다.
로드는 음반을 홍보하기 위해 2017년 말 월드 투어를 시작하였고, 시작점인 유럽에서는 칼리드가 특별 출연하였다. 이후 2018년 3월에는 북미에서의 오프닝 공연에는 런 더 쥬얼스, 미츠키, 토베 스튀르케가 함께 출연하였다. 2017년 12월 보이콧, 투자철회 및 제재(BDS) 캠페인을 지지하는 팔레스타인 연대 활동가의 온라인 캠페인에 이어 로드가 2018년 6월 5일 이스라엘 텔아비브에서 개최하기로 예정되어 있었던 콘서트를 취소하면서 정치적인 논란이 일었다. 로드는 콘서트의 취소 이유에 대해서는 정확히 밝히지 않았으나, 자신은 그런 정치적인 문제는 몰랐으며, "콘서트를 취소하는 것이 올바른 결정"이라고만 언급하였다. 친팔레스타인 단체는 로드의 결정을 지지하였으며, 친이스라엘 단체는 이에 비판적인 시선임을 밝혔다. 이후 이스라엘 법원은 로드에게 이스라엘 공연 취소를 촉구하는 공개서한을 보낸 뉴질랜드의 여성 2명을 복리후생 침해라는 이유로 손해배상 1300만원의 책임을 물어야 한다는 판결을 내렸다. 빌보드는 로드를 2017년 판 21 언더 21에 포함시켰다.

### 2019–2023: "고잉 사우스"와 Solar Power
2019년 11월 로드는 자신이 입양한 개 펄이 지난달 심장마비로 세상을 떠났다는 것을 밝히면서, 이로 인해 후속 앨범 작업을 임시로 중단할 것이라고 언급하였다. 이후 2020년 1월 26일, 미국의 밴드 포치스의 인스타그램에 로드가 포치스의 앨범 "The House"의 수록곡 'Goodbye'를 커버한 것이 올라왔다. 2020년 5월, 로드는 팬과 이메일을 주고받으면서 현재 오클랜드에 있는 잭 안토노프와 로스앤젤레스에 있는 자신이 코로나19 범유행으로 화상 통화를 하면서 새 음반을 작업하고 있다는 소식을 밝혔다. 거기에 덧붙이며 작업을 하고 있지만, 아직 음반을 발매하기까지는 시간이 조금 더 걸릴 것이라고 말하였다.
2020년 7월 28일, 로드는 예술가권리동맹을 통해 민주당과 공화당에 캠페인과 같은 정치적인 행사에서 노래를 사용하려면 노래를 녹음한 가수와 작사가에게 허락을 맡으라는 내용의 공개서한을 보냈다. 이 서한에는 믹 재거, 코트니 러브, 신디 로퍼, 엘튼 존, 셰릴 크로 등 가수 50여명이 서명하였다. 그리고 7월 30일부터 8월 2일까지 유튜브에서 생중계됐던 롤라팔루자에서는 3일째 되던 날, 2014년에 로드가 공연했던 영상을 다시 틀어주기도 하였다. 같은 해 11월, 로드는 자신이 2019년 1월에 남극을 갔다 온 것에 대한 회고록인 "고잉 사우스"를 뉴질랜드의 사진작가 해리엇 워가 촬영한 사진을 추가해 2021년에 발간할 것이라고 발표하였다. 100여 페이지에 달하는 이 책은 수익금이 모두 기부될 것이라고도 밝혔다.
2021년 5월, 로드는 2년여 만인 2022년 6월에 프리마베라 사운드 페스티벌에 헤드라이너로 공연할 것이라고 밝혔다. 이후 6월 7일, 공식 웹사이트에 새로운 노래 ‘Solar Power’에 관한 정보를 공개하였고, 3일 후인 6월 10일 발매되었다. 그리고 노래와 같은 이름의 세 번째 정규 음반 “Solar Power”를 2021년 8월 20일에 발매할 것이라고 밝혔다. 같은해 7월 21일과 8월 17일 ‘Stoned at the Nail Salon’과 ‘Mood Ring’이 각각 음반의 두 번째와 세 번째 싱글로 발매되었다. 2023년 8월 잉글랜드 콘월에서의 공연에서 'Silver Moon'과 'Invisible Ink'를 처음으로 공개했다.

### 2024–현재: Virgin
2024년 초, 로드는 인스타그램을 통해 네 번째 정규 음반을 암시하는 게시물을 계속해서 올렸다. 여러 게시물에는 영국의 프로듀서 데브 하인스가 포함되어 있었다. 2024년 3월, 토킹 헤즈의 헌정 음반 "Everyone's Getting involved: A Tribute to Talking Heads' Stop Making Sense"에서 토킹 헤즈가 리메이크했던 알 그린의 'Take me to the River'를 다시 리메이크했다. 같은 해 6월에는 찰리 XCX의 'Girl, So Confusing' 리믹스 버전에 참여하였다. 2024년 9월, 유니버설 뮤직 퍼블리싱 그룹(UMPG)의 부사장 겸 미국 A&R 공동 책임자인 제니퍼 노플은 "올해 초 로드와 계약을 맺었다"라고 밝히며 "Girl, So Confusing"의 리믹스가 UMPG 소속 하에 발매된 첫 작품임을 공개했다. 2025년 4월, 로드는 자신의 인스타그램 게시물을 모두 삭제하고 틱톡에 새 음악의 일부를 공개했다. 노래에는 "WWT"라는 이름이 있었는데, "What Was That"의 줄임말이었다. 4월 22일, 로드는 뉴욕 경찰국의 저지로 팝업 이벤트가 중단된 후 뉴욕시 워싱턴 스퀘어 공원에서 노래를 불렀다. 4월 24일, 'What Was That'이 뮤직 비디오와 함께 공식적으로 발매됐다. 같은 해 4월 30일, 로드는 네 번째 정규 음반 "Virgin"이 2025년 6월 27일 출시될 것이라고 공개했다.

## 음악적 능력

### 영향
로드는 미국의 재즈와 솔 음악을 하는 빌리 홀리데이, 샘 쿡, 에타 제임스, 오티스 레딩 등이 하는 음악을 들으며 자랐다. 후에 로드는 이들이 음악으로 자신의 고통을 승화시키는 데 감탄하였다고 말했다. 또한 어린 시절에 부모님이 좋아하는 캣 스티븐스나 닐 영, 플리트우드 맥의 노래를 들으면서 컸다. 특히 Vevo와의 인터뷰에서 플리트우드 맥의 "Rumours"를 완벽한 음반이라고 언급한 적이 있었다. "Pure Heroine"을 작업하는 중에는 SBTRKT, 그라임스, 슬레이 벨스와 같은 일렉트로닉 뮤직 프로듀서들의 음악을 들으면서 그들이 보컬을 자르거나 레이어링하는 것에 흥미를 느꼈다고 밝혔다. 'Royals'로 그래미 어워드 최우수 팝 보컬 음반 부문에 후보로 올랐을 때는 이 노래에 영감을 준 브루노 마스, 사라 바렐리스, 케이티 페리, 저스틴 팀버레이크에게 감사 인사를 표하였다. 이외에도 로드는 베리얼, 위켄드, 그레이스 존스, 제임스 블레이크, 예세이어, 애니멀 컬렉티브, 본 이베어, 더 스미스, 아케이드 파이어, 로리 앤더슨, 카니예 웨스트, 프린스, 데이비드 보위, 라디오헤드, 제이미 운, 톰 요크, 니키 미나즈, 켄드릭 라마, 뱃 포 래시스 등에 영감을 받았다고 언급하였다.
가사는 시인이자 엄마인 소냐 옐리치로부터 가장 많은 영향력을 받았다. 또 커트 보니것, 레이먼드 카버, 웰스 타워, 토비아스 울프, 클레어 베이 왓킨스, 실비아 플래스, 월트 휘트먼, T. S. 엘리엇을 포함한 몇몇 작가들을 작사할 때 영감을 받았으며, 특히 그들의 문장의 구성을 주로 보았다고 이야기했다. "Melodrama"의 노래 가사를 쓸 때에는 필 콜린스, 돈 헨리, 톰 페티, 조니 미첼, 레너드 코언, 로빈과 같은 다양한 음악가의 스타일에서 영감을 얻었다고 밝혔다. 녹음을 할 때에는 프랭크 오션의 2016년 음반 "Blonde"를 들으면서 뻔하지 않은 노래를 만들 수 있었다고 밝혔으며, 뉴욕에서 지하철을 탈 때나 오클랜드에서 택시를 타고 파티에서 집에 돌아오는 길에 폴 사이먼의 1986년 음반 "Graceland"을 듣곤 했다고 말했다. 외에도 SF 소설가 레이 브래드버리의 1950년 작품 '부드러운 비가 내리리'의 일부를 "Melodrama"에 들어있는 노래 가사에 인용하면서 자신이 겪었던 상황과 연관시키기도 했다.

### 음악 스타일과 작사·작곡
로드는 2017년 NME와의 인터뷰에서 "나는 어느 한 장르에만 국한되지 않을 것이다"라고 언급했다. 올뮤직의 스티븐 토마스 얼와인은 로드의 음악을 주로 일렉트로팝이라고 말하였다. 그리고 "Pure Heroine"의 발표 이후, 비평가들은 로드의 음악을 일렉트로팝을 포함해 아트 팝, 드림 팝, 인디 팝, 인디 일렉트로 등의 장르를 노래한다고 이야기했다. 또한 비평가들은 힙합이 이 음반의 노래 구조에 미친 영향과 독특한 소리와 미니멀한 음악 제작 방식에도 주목했다. 컨시퀀스 오브 사운드는 "Pure Heroine"에 들어간 미니멀한 연출이 로드가 원했던 멜로디를 모두 부를 수 있게 해주고, 그 멜로디가 서로 겹치면서 마치 합창단의 코러스와 같은 효과를 낼 수 있게 해준다"고 말했다. 그 다음 음반인 "Melodrama"는 피아노 연주와 과격한 일레트로닉 비트를 접목하여 이전 음반에서 보여준 콘셉트를 완전히 탈피하였다.

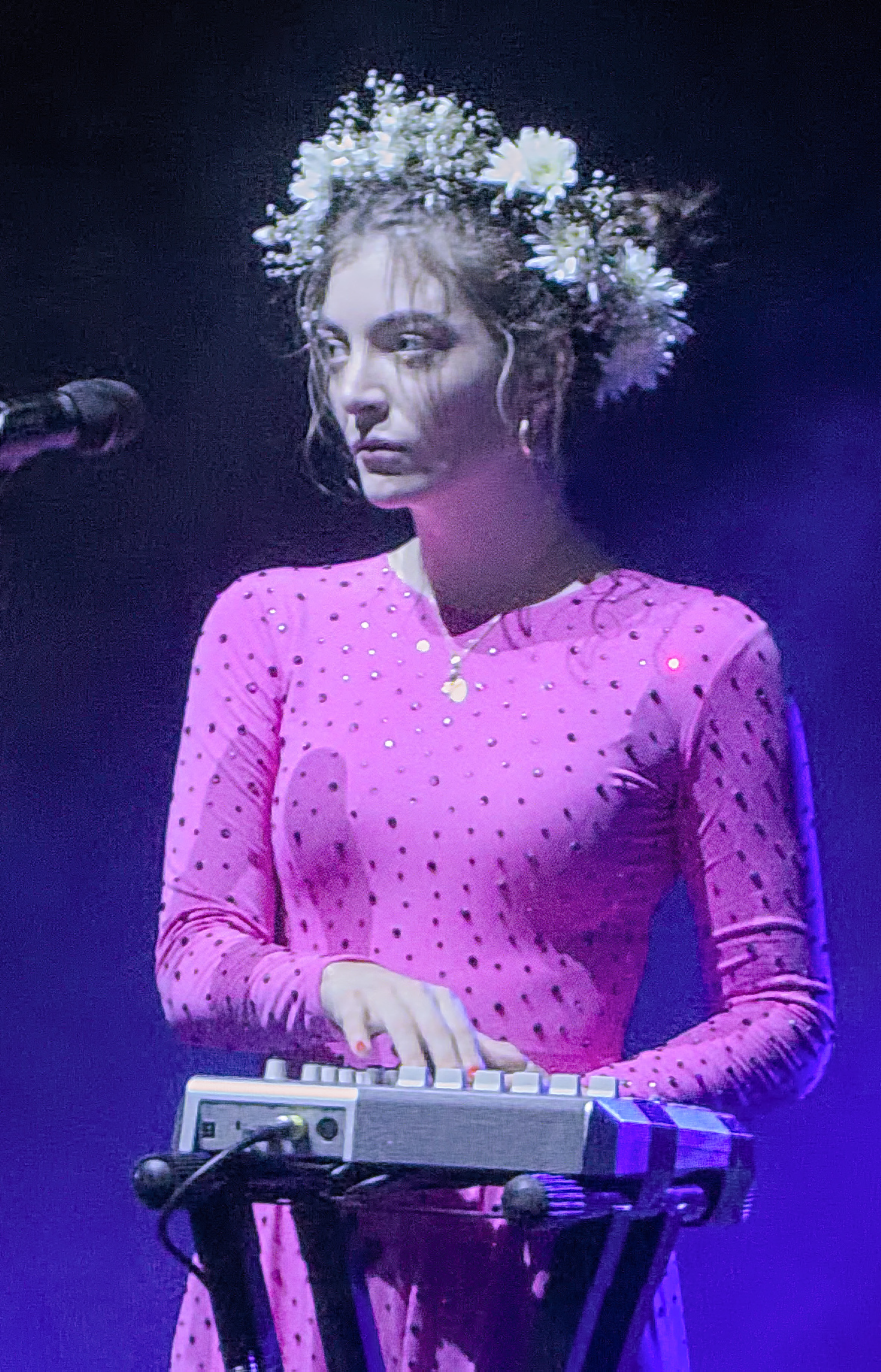
샘플러를 사용하며 공연하고 있는 로드

로드의 목소리는 알토로, 한 비평가는 로드의 목소리가 플로렌스 웰츠를 닮았으며, 'Bravado'에서는 버디와 솔레이와 비슷하다고 평가했다. 또 라나 델 레이의 침울한 소리, 프랭크 오션의 노스탤지어를 일으키는 선율, 코코로지의 계속 생각나는 듯한 랩과 자기 자신의 개성을 합쳐놓은 듯한 기분이 든다고도 언급했다. 'Royals'와 같은 곡에서는 메조소프라노 영역의 노래를 소화하기도 한다. "Melodrama"가 발매되기 전 로드는 이전에 자신이 "목소리에만 집중을 하고 있으며, 목소리가 굉장히 중요하다"고 발언했던 것과 같이 음악에서 오직 보컬만을 활용했으며, 음반이나 무대에서 악기를 연주하지 않았다. 팝매터스는 이런 로드의 목소리를 두고 "독특하고 강렬한 호기심을 불러일으킨다"고 묘사했으며, 빌보드는 "역동적이고, 흐릿하면서도 절제된다"고 표현했다. 디 A.V. 클럽은 "로드의 목소리는 그녀의 재능의 알파이자 오메가"이며 일렉트로닉 비트와 잘 어울리는 "신비롭고 매혹적인" 목소리라고 말했다. 이후 로드는 'Melodrama World Tour'를 위해서 드럼 패드 샘플러와 실로폰을 무대에서 연주하기로 선택했다. 그리고 투어를 마친 후에는 팬들에게 이메일을 통해 피아노를 배우기 시작했다고 밝혔다. 바이스는 그런 로드의 곡이 "블루스 기반의 얼터너티브 록" 음악에서 사용하는 멜로디 구조인 믹솔리디아 선법을 사용했다고 언급했는데, 이 믹솔리디아 선법이 로드의 노래가 일반적인 장음이나 단음 화음에 맞지 않게 하면서, 일반적인 대중 음악과의 차별점을 두게 만든 요소라고 평가하였다.
로드가 노래를 만들 때, 그 시작은 보통 가사를 쓰는 것으로 시작되며, 가끔씩은 노래에 담아내고 싶은 메시지를 함축하고 있는 한 단어에서부터 작사를 시작하기도 한다고 설명했다. 하지만 'Tennis Court'와 같이 일부 곡은 가사보다 작곡을 먼저 하기도 한다고 밝혔다. "Pure Heroine"의 가사에서는 관찰자의 시점으로 진행된다고 언급하였다. 이와 비슷하게, NME와의 인터뷰에서는 자신이 "Pure Heroine"에서 내내 '우리'와 같은 자신을 포함하는 단어를 사용했다는 것을 인정하였다. 다음 음반인 "Melodrama"에서는 로드가 겪은 결별 이후의 마음속에서 일어나는 몸부림과 10대가 지나면서 생기는 성숙함에 관한 관점에 영감을 받아서 전작보다 더욱 내성적인 가사를 사용하였으며, 화자도 1인칭의 서술자 시점으로 변환하였다. 또한 로드는 시각을 제외한 다른 오감에서 색깔을 느끼는 색환각을 가지고 있는데, 그걸 통해 한 음악이나 음반에 맞는 색깔을 찾기 위해 윤곽선을 만드는 것과 같은 지속적인 수정 작업을 거친다고 밝혔다.

## 대중적 이미지

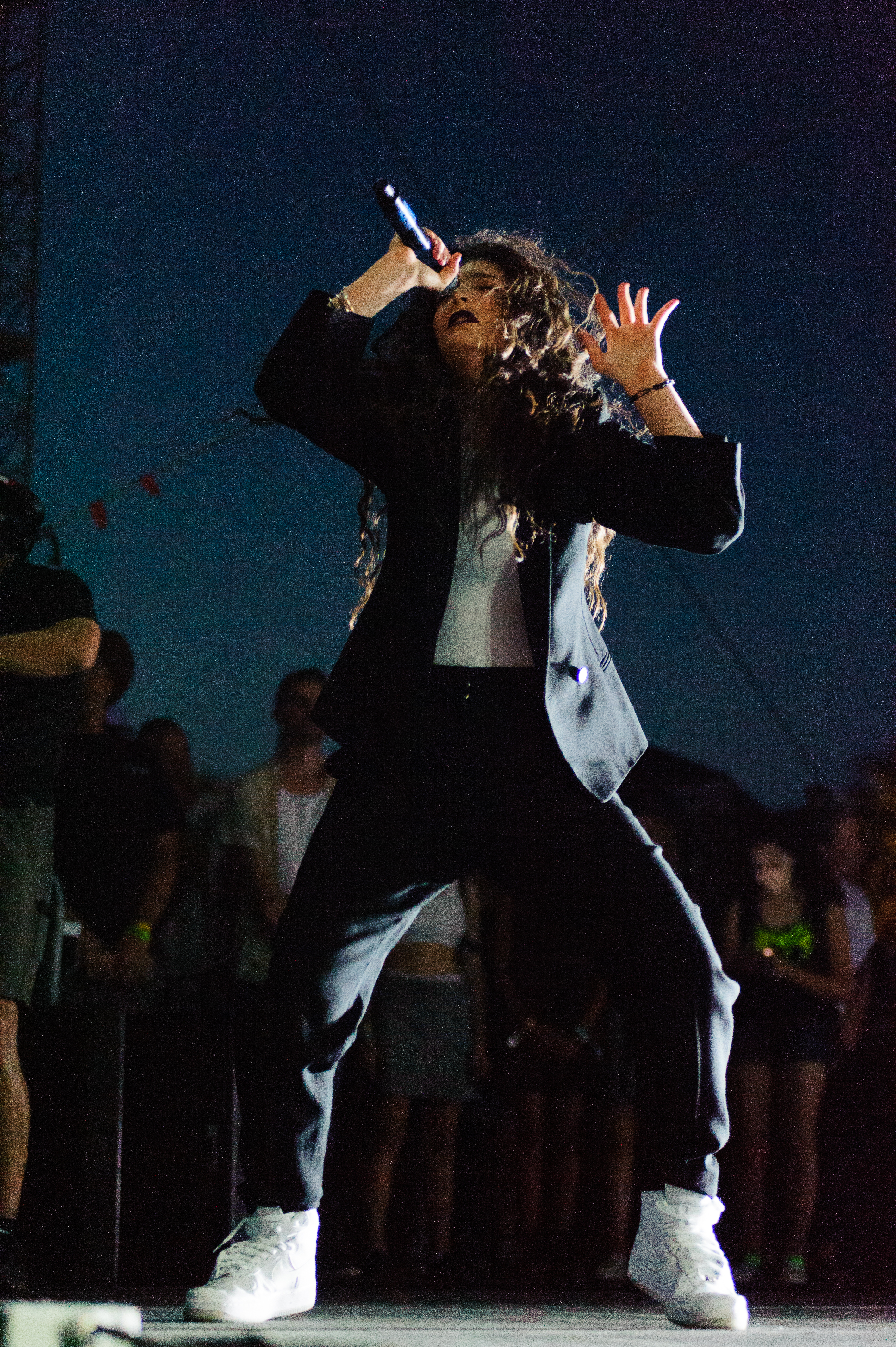
로드는 무대 위에서 사람들의 호불호가 갈리는 막춤을 추는 것으로 유명하다.

엘라는 활동명을 지을 때, '왕족과 귀족'이라는 이미지가 드는 단어인 로드(Lord)라는 이름을 사용하여 활동하였다. 하지만 이를 너무 남성적이라고 느껴 조금 더 여성적으로 보이기 위해 뒤에 여성형인 'e'를 붙였다. 로드는 자신을 보는 사람들의 이미지가 '자연스러움'이라고 얘기했으며, 그게 실제 성격과 동일하다고 말했다. 로드는 또한 자신 스스로 페미니스트라고 밝혔다. 뉴질랜드 헤럴드는 로드가 성적인 퍼포먼스에 무관심하다는 것이 다른 사람들의 페미니즘과는 다르다고 표현했다. 그리고 잡지사 V와의 인터뷰에서 "나는 누군가가 발가벗는 것에 반대하진 않을 것이다. 그저 내가 발가벗는 것이 내 음악을 보완해준다거나, 퀄리티를 높여줄 것 같지 못 할 것 같다"며 스스로를 성적인 면에서는 개방적인 인물이라고 이야기했다.
비평가들은 일반적으로 로드를 긍정적으로 바라보고 있으며, 음악적으로나 서정적으로 성숙한 실력을 갖고 있어 찬사를 보낸다. 뉴욕 타임스는 로드는 또래와는 달리 경계선을 넘으며 언제나 실험적인 음악을 추구하는 팝 신동이라고 표현했다. 빌보드는 오랜 기간 동안 남성 음악가들이 우위였던 록이나 얼터너티브 라디오에 자신의 작품을 소개하는 것에 "여성 록의 부활을 이끄는 선두자"라고 묘사했고, 또한 2013년에 "얼터너티브의 새로운 여왕"이란 말을 사용하기도 했다. 저널리스트인 로버트 크리스트가우는 로드가 다른 주류 음악가들과 구별되지 않는 "팝의 소품"일 뿐이라며 덜 우호적인 평가를 남겼다.
로드가 "Pure Heroine"에서 보여준 주류 문화 비판은 "자기 세대의 목소리"(The voice of her generation)라는 별명을 로드에게 얻어 주었다. 그러나 로드는 이 별명에 대해 "젊은이들에게는 자신을 대변해 줄 사람이 결코 필요하지 않다"며 이런 별명이 생기는 걸 일축했다. 뉴욕 타임스에서 저널을 기고하는 존 카라마니카는 로드가 팝에 대한 반감을 가지고 있는 사람들에게 "여성의 저항 물결"을 일으켰다고 말하였다. 비슷한 관점을 가진 바이스의 기명 논평 페이지를 작성하는 한 사람은 10대의 팝을 브리트니 스피어스의 버블검 팝에서 "주류의 우울함"과 "밀레니얼 세대의 어둠"으로 옮긴 가수라며 "현대 10대 팝의 개혁가"라고 칭찬하였다. 롤링 스톤과 내셔널 퍼블릭 라디오는 "Pure Heroine"이 이러한 변신의 토대를 마련했다고 평가하였다.
무대 위에서의 페르소나, 특히 로드 특유의 막춤은 사람들에게 호불호가 갈린다. 로드를 좋아하지 않는 사람들은 춤 동작이 다른 음악가에 비해 "어색하다"고 묘사하였다. 페이더는 로드의 춤은 체계적인 안무보다 더 자유롭고 즉흥적이기에 "전혀 다른 표현 언어를 구사하는 것"이며, 무대 위의 존재감 역시 다른 팝 가수들보다 더욱 인상적이라고 하였다. 로드의 작품은 어맨다 파머, 어맨들라 스텐버그, 베니, 빌리 아일리시, 브리트니 스피어스, 찰리 블리스, 코난 그레이, 코트니 러브, 데이야, 피니어스 오코넬, 플레처, 홀리 험버스톤, 제임스 베이, 칼리드, K.플레이, 니나 네즈빗, 올리비아 로드리고, 시그리드, 테사 바이올렛, 디 에이시스, 토베 로, 토베 스튀르케, 트로이 시반, 자일로, 영블러드 등에게 영향을 끼쳤다. 그리고 로드는 내셔널 퍼블릭 라디오가 사람들을 대상으로 한 21세기 가장 영향력 있는 여성 음악가에서 12위를 차지했다. 애니메이션 사우스 파크에서는 각각 2014년 10월과 12월에 방영된 'The Cissy'와 'Rehash'에서 로드를 패러디하였다.

### 자선 활동
로드의 데뷔곡인 'The Love Club'은 2013년 필리핀에 상륙한 태풍 하이옌으로 피해를 입은 필리핀 국민들을 지원하기 위해 자선 음반인 "Songs for the Philippines"에 참여하였다. 같은 해 12월, 로드는 데번포트에서 한 자선 기금 모금 활동에 참여하였다. 2014년 10월에는 BBC에서 주최한 '칠드런 인 니드' 기금을 모으기 위한 비치 보이스의 노래 'God Only Knows'의 싱글 발매에 참여하였다. 이 싱글에는 로드와 엘튼 존, 스티비 원더, 퍼렐 윌리엄스를 포함한 총 27명의 음악가가 참가하였다. 이듬해 7월에는 뉴질랜드에서 점심을 먹지 않는 아이들에게 점심을 먹이는 'Eat My Lunch' 캠페인에 참여하였다. 9월에는 슈퍼그룹 키위스 큐어 배튼에 참여해 'Team Ball Player Thing'을 녹음하였다. 이 음원에서 나온 수익은 신경퇴행성 희귀병인 바텐병 치료 연구에 쓰이게 되었다. 2016년 6월에도 아이들에게 점심을 먹이기 위하여 한 어린이 자선단체에 2만 뉴질랜드 달러를 기부했다고 밝혔다. 이 단체는 음식을 구할 수 없는 어린이들을 위해 점심을 제공하며, 로드는 자신의 본명으로 기부를 하면서 "이 돈이 조금이라도 도움이 됐으면 좋겠다"고 남겼다. 같은 해 10월에는, 자폐를 앓고 있는 아이를 위해 만 뉴질랜드 달러를 기부했다. 아이의 엄마는 "개인적인 연고가 없어서 우리를 도와줄 지 몰랐는데, 정말 놀라운 여성인 것 같다"고 언급했다. 또한 티베트 문화 보존을 위한 음반 "The Art of Peace: Songs for Tibet II"에 참여하였다. 2년이 지난 2018년에는 한 병원에 오천 뉴질랜드 달러를 의료기기를 사는 데에 기부하였다. 11월 열린 뉴질랜드 뮤직 어워드에서 심각한 건강 문제에 취약하거나 이미 겪고 있는 뉴질랜드인을 돕는 음악 자선단체인 뮤직헬프스(MusicHelps)의 후원자가 되었다. 2020년 7월에는 뉴질랜드에서 라디오를 진행하다 흑색종으로 사망한 마이클 쿠지를 위해 5000달러를 기부하였다.

## 사생활
로드는 어렸을 때 복스홀 학교를 다녔으며, 10대 초반에 벨몬트 중학교로 진학하였다. 이후 2010년부터 2013년까지 타카푸나 그래머 스쿨에 재학했고, 그곳에서 12학년까지의 과정을 수료하였다. 그리고 2014년 13학년 과정 수료를 선택하지 않았다.
로드는 2013년 말부터 7살 연상인 뉴질랜드의 사진작가 제임스 로우와 교제하였다. 연애중이라는 사실이 알려진 후 두 사람은 로우가 동양계인 것과 외모를 이유로 온라인상에서 악성 댓글이 달렸다. 두 사람은 2016년 초 헤어졌다. 로드는 이 결별이 "처음 겪어보는 마음 아픈 결별이라, 전에는 느껴본 적이 없는 음악적 영감이 떠오르기도 한다"며 "Melodrama"의 수록곡 'Green Light'에 어느 정도 영향을 끼쳤다고 언급했다.
2016년 1월에는 데번포트에서 오클랜드의 부유한 교외 지역인 헌베이로 이사하여 284만 뉴질랜드 달러어치(한화 21억여 원) 집을 구입했다. 로드의 어머니는 크로아티아계 출신으로 로드는 현재 뉴질랜드와 크로아티아의 시민권을 가지고 있다.

## 수상
로드는 2013년 뉴질랜드 시상식에서 네 개의 음악상을 수상하였다. 그리고 로드의 싱글 'Royals'는 APRA 실버 스크롤상을 받았으며, 그래미 어워드의 최우수 팝 솔로 퍼포먼스와 올해의 노래상까지 두 개의 부문에 올라 상을 수상했다. 2015년에는 'Yellow Flicker Beat'로 골든 글로브 최우수 원곡상 후보에 올랐다. 로드의 두 번째 정규 음반 "Melodrama"는 제60회 그래미 어워드에서 올해의 앨범 부문에 올랐다. 또한 브릿 어워드에서 국제 여성 솔로 아티스트 부문을 두 번 수상하였다. 이외에도 빌보드 뮤직 어워드 2개, MTV 비디오 뮤직 어워드 1개, 월드 뮤직 어워드 3개를 수상했다. 로드는 2017년 6월 전 세계적으로 500만 장 이상의 음반을 판매하였으며, 미국에서 싱글로 1,500만 장 이상을 판매하였다.

## 작품 목록

### 음반
- 《Pure Heroine》 (2013)
- 《Melodrama》 (2017)
- 《Solar Power》 (2021)
- 《Virgin》 (2025)

### 텔레비전
| 연도 | 제목                   | 역할 | 비고                         |
| ---- | ---------------------- | ---- | ---------------------------- |
| 2017 | 새터데이 나이트 라이브 | 자신 | 에피소드: 스칼릿 조핸슨/로드 |

### 책
- 고잉 사우스 (2021)[99]

### 투어
- Pure Heroine Tour (2013~2014)
- Melodrama World Tour (2017~2018)

### 내용주
1. ↑  로드는 "A Sketch for Women"에 카메오 출연을 하였다.[220]

### 인용주
1. ↑  에마 카마이클 (2014년 1월 28일). “Here Is Lorde's Birth Certificate”. 《헤어핀》. 2019년 2월 18일에 원본 문서에서 보존된 문서. 2019년 2월 19일에 확인함.
2. ↑  브레나 얼리크 (2014년 6월 17일). “Lorde's Parents Finally Got Engaged – After 30 Years”. MTV 뉴스. 2014년 7월 15일에 원본 문서에서 보존된 문서. 2014년 7월 6일에 확인함.
3. ↑  “Grammy Award Winner Lorde Talks Croatian Heritage”. 《Total-croatia-news.com》. 2018년 8월 18일에 원본 문서에서 보존된 문서.
4. ↑  마이클 로스먼 (2014년 6월 17일). “Lorde's Parents Engaged, at Last”. 《ABC 뉴스》. 2019년 8월 20일에 확인함.
5. ↑  “Lorde's parents get married in Auckland”. 《Stuff.co.nz》.
6. ↑  “Lorde's younger sister makes musical debut”. 《시드니 모닝 헤럴드》. 2014년 1월 21일. 2014년 1월 25일에 확인함.
7. 1 2 3 4  제이슨 립셔츠 (2013년 9월 6일). “Lorde: The Billboard Cover Story”. 《빌보드》. 2014년 6월 20일에 확인함.
8. 1 2  조나 위너 (2013년 10월 28일). “Lorde: The Rise of Pop's Edgiest Teen”. 《롤링 스톤》. 2013년 12월 21일에 원본 문서에서 보존된 문서. 2013년 12월 16일에 확인함.
9. 1 2 3 4  그랜트 펠 (2014년 1월 30일). “Lorde, the year”. 《Black Magazine》. 2014년 10월 6일에 원본 문서에서 보존된 문서. 2014년 8월 30일에 확인함.
10. 1 2 3 4 5 6  버너뎃 맥널티 (2013년 11월 8일). “Lorde interview: Dream Teen”. 《데일리 텔레그래프》.
11. 1 2  미첼, 토니 (2016년 7월 26일). “Lorde: a mole in the mainstream?”. 《셀러브리티 스터디스》 8 (1): 51–70. doi:10.1080/19392397.2016.1202122. 2020년 10월 23일에 확인함.
12. 1 2  제스 에서리지 (2013년 8월 2일). “Singer now on centre stage: Shore kid makes good at Splendour in the Grass”. 《노스 쇼어 타임스》. 2013년 9월 21일에 원본 문서에서 보존된 문서.
13. ↑  “The Vic Unplugged”. 《eventfina》. 2020년 5월 22일에 확인함.
14. ↑  “Lorde returns to Belmont Intermediate School to judge talent show”. 《헤럴드 선》. 2013년 11월 17일. 2019년 2월 16일에 원본 문서에서 보존된 문서. 2013년 11월 17일에 확인함.
15. ↑  “Ella Yelich-O'Connor”. 라디오 뉴질랜드. 2011년 3월 17일. 2014년 9월 8일에 확인함.
16. 1 2 3 4  잰 블루먼트래스 (2014년 1월 21일). “Interview with Scott MacLachlan, manager of Lorde”. 《히트쿼터스》. 2014년 6월 2일에 원본 문서에서 보존된 문서.
17. ↑  켈리 벤더 (2014년 5월 2일). “Watch 12-Year-Old Lorde Wow Crowd with Her Middle School Band”. 《피플》. 2018년 10월 9일에 원본 문서에서 보존된 문서.
18. 1 2  셸리 브런트; 제프 스탈 (2018). 《Made in Australia and Aotearoa/New Zealand: Studies in Popular Music》. 72쪽. ISBN 978-1-317-270-478.
19. 1 2  핍 카울리. “Lorde Q&A”. V Music Australia. 2014년 4월 8일에 원본 문서에서 보존된 문서. 2013년 12월 16일에 확인함.
20. ↑  톰 카디 (2013년 5월 10일). “NZ newest pop star”. 《도미니언 포스트》. 2014년 6월 27일에 확인함.
21. ↑  짐 푸실리 (2014년 3월 5일). “A Young Lorde's Royal Tour”. 《월 스트리트 저널》. 2018년 10월 9일에 원본 문서에서 보존된 문서.
22. ↑  리처드 손 (2013년 10월~11월). “Joel Little – Rings of the Lorde”. 《NZ Musician》 17 (9). 2014년 6월 1일에 확인함.
23. ↑  톰 카디 (2013년 5월 10일). “Lorde: A Kiwi music mystery”. 《Stuff.co.nz》. 2014년 7월 11일에 원본 문서에서 보존된 문서.
24. ↑  “The Love Club EP”. Hung Medien. 2014년 7월 6일에 확인함.
25. ↑  맷 니퍼트 (2014년 11월 7일). “Birthday girl Lorde's earnings estimated at $11m-plus”. 《뉴질랜드 헤럴드》. 2018년 7월 30일에 원본 문서에서 보존된 문서. 2020년 5월 22일에 확인함.
26. ↑  팀 뉴컴 (2013년 10월 4일). “Lorde is Youngest Performer to Top Billboard Charts in 26 Years”. 《타임》. 2013년 12월 27일에 확인함.
27. ↑  휴 매킨타이어 (2018년 6월 13일). “There Are Now Over 20 Singles That Have Been Certified Diamond”. 《포브스》. 2019년 1월 21일에 확인함.
28. ↑  정상호 (2014년 1월 27일). “그래미 어워드 2014 2관왕 로드 "대세는 나!"”. 《뉴스핌》. 2020년 5월 29일에 확인함.
29. ↑  제이슨 디츠 (2013년 12월 4일). “Music Critic Top 10 Lists”. 《메타크리틱》. 2018년 1월 23일에 원본 문서에서 보존된 문서. 2018년 1월 8일에 확인함.
30. ↑  린지 졸대즈 (2013년 10월 3일). “Lorde: Pure Heroine | Album Reviews”. 《피치포크》. 2014년 9월 8일에 확인함.캐리 배튼 (2017년 6월 26일). “On 'Melodrama', Lorde Learns How Messy Adulthood Can Be”. 《더 뉴요커》. 2019년 2월 1일에 확인함.조 저데이 (2013년 10월 11일). “Lorde – Pure Heroine | Reviews”. 《클래시》. 2014년 3월 10일에 확인함.
31. ↑  키스 콜필드 (2014년 2월 28일). “Lorde's 'Pure Heroine' Hits 1 Million in Sales”. 《빌보드》. 2014년 3월 4일에 원본 문서에서 보존된 문서.
32. 1 2  “Grammys 2014: Winners list”. CNN. 2014년 1월 27일. 2014년 5월 25일에 확인함.
33. ↑  닐 셰이 (2017년 5월 9일). “Lorde Wonders How Much Fame is Enough”. 《월 스트리트 저널》. 2020년 5월 22일에 확인함.
34. ↑  “NZ Top 40 Singles Chart”. 《리코디드 뮤직 NZ》. 2013년 10월 19일에 원본 문서에서 보존된 문서. 2014년 1월 14일에 확인함.
35. ↑  게리 트러스트 (2014년 2월 26일). “Pharrell Williams' 'Happy' Hits No. 1 On Hot 100”. 《빌보드》. 2014년 2월 27일에 확인함.
36. ↑  브라이언 캔터 (2014년 3월 1일). “Lorde's 'Glory and Gore' Confirmed As Next Single”. 《Headline Planet》. 2019년 1월 28일에 확인함.
37. ↑  “Tennis Court – Single by Lorde”. 《아이튠즈 스토어 오스트레일리아》. 2013년 9월 30일에 원본 문서에서 보존된 문서.
38. ↑  “Tennis Court – Single by Lorde”. 《아이튠즈 스토어 뉴질랜드》. 2013년 10월 9일에 원본 문서에서 보존된 문서.
39. ↑  유럽에서 발매된 《Tennis Court EP》: “Tennis Court – EP”. 아이튠즈 스토어 벨기에. 2014년 6월 2일에 원본 문서에서 보존된 문서. “Tennis Court – EP”. 아이튠즈 스토어 핀란드. 2014년 6월 2일에 원본 문서에서 보존된 문서.“Tennis Court – EP”. 아이튠즈 스토어 독일. 2014년 5월 1일에 원본 문서에서 보존된 문서.“Tennis Court – EP”. 아이튠즈 스토어 노르웨이. 2014년 6월 2일에 원본 문서에서 보존된 문서.“Tennis Court – EP”. 아이튠즈 스토어 슬로베니아. 2014년 6월 2일에 원본 문서에서 보존된 문서.“Tennis Court – EP”. 아이튠즈 스토어 스페인. 2014년 6월 2일에 원본 문서에서 보존된 문서.
40. ↑  “Lorde – Tennis Court EP”. Amazon.co.uk. 2014년 1월 10일에 원본 문서에서 보존된 문서.
41. ↑  “Tennis Court [Single]”. Amazon.com. 2013년 10월 18일에 원본 문서에서 보존된 문서.
42. ↑  앰드루 햄프 (2013년 11월 12일). “Lorde Signs $2.5 Million Deal with Songs Music Publishing: Inside the Lengthy Bidding War”. 《빌보드》. 2013년 11월 13일에 원본 문서에서 보존된 문서. 2013년 11월 14일에 확인함.
43. ↑  “Hunger Games: Catching Fire soundtrack features Coldplay, Lorde and Christina Aguilera”. 《데일리 텔레그래프》. 2013년 11월 12일. 2019년 2월 8일에 확인함.
44. ↑  “Lorde - Live In Concert EP (2013, File)”. 《디스코그스》. 2020년 9월 10일에 확인함.
45. ↑  마크 멧캐프 (2013년 11월 12일). “Lorde, 17 | The 16 Most Influential Teens of 2013”. 《타임》. 2013년 9월 9일에 확인함.
46. ↑  “The 25 Most Influential Teens of 2014”. 《Time》. 2014년 10월 13일. 2014년 10월 25일에 확인함.
47. ↑  “Lorde, 17”. 《포브스》. 2014년 10월 25일에 원본 문서에서 보존된 문서. 2014년 9월 9일에 확인함.
48. ↑  전효진 (2017년 6월 16일). “로드, 오늘(16일) 정규 앨범 발표…7월 첫 내한 확정”. 《스포츠동아》. 2020년 5월 29일에 확인함.
49. ↑  제이슨 립셔츠 (2013년 9월 25일). “6. Lorde: 21 Under 21 (2013)”. 《빌보드》. 2019년 3월 17일에 확인함.
50. ↑  제이슨 립셔츠 (2014년 9월 10일). “1. Lorde: 21 Under 21 (2014)”. 《빌보드》. 2019년 3월 17일에 확인함.
51. ↑  “세븐틴 빌보드 21 Under 21 선정, 아시아 가수로 유일하게 이름 올렸다”. 《부산일보》. 2015년 11월 1일. 2020년 5월 29일에 확인함.
52. ↑  “21 Under 21 2016: Music's Hottest Young Stars”. 《빌보드》. 2016년 9월 29일. 2020년 5월 28일에 확인함.
53. ↑  김민주 (2017년 9월 30일). “트와이스 ‘K팝 가수 유일’ 美 빌보드 ‘21세 이하 차세대 주자’ 선정”. 《국제신문》. 2020년 5월 28일에 확인함.
54. ↑  버나드 주얼 (2014년 2월 3일). “Laneway Festival in Sydney gave us Lorde and felt just right”. 《시드니 모닝 헤럴드》. 2014년 2월 3일에 원본 문서에서 보존된 문서.
55. ↑  “Esta pasando. Lo estas viendo” (스페인어). CNN. 2013년 11월 1일. 2013년 11월 2일에 원본 문서에서 보존된 문서.
56. ↑  “Lorde joins Lollapalooza line-up”. 《뉴질랜드 헤럴드》. 2014년 3월 27일. 2014년 9월 9일에 확인함.
57. ↑  레지 우구 (2014년 4월 8일). “Lollapalooza Brazil 2014: Phoenix, Arcade Fire, Lorde Rock São Paulo”. 《빌보드》. 2014년 4월 17일에 확인함.
58. ↑  레지 우구 (2014년 4월 14일). “Coachella 2014: Lorde Makes Desert Debut”. 《할리우드 리포터》. 2014년 4월 17일에 확인함.
59. ↑  손봉석 (2017년 6월 22일). “‘메이드 인 로드’ 사운드 들려주는 앨범 ‘멜로드라마’···2017 지산 밸리록 첫 내한”. 《스포츠경향》. 2020년 5월 29일에 확인함.
60. ↑  제이슨 립셔츠 (2013년 12월 16일). “Lorde Announces North American Tour Dates”. 《빌보드》. 2014년 9월 9일에 확인함.
61. ↑  “Nirvana Joined By Joan Jett, Kim Gordon, St. Vincent, Lorde at Rock Hall Ceremony”. 2014년 4월 11일. 2014년 5월 9일에 확인함.
62. ↑  크리스 코플런 (2014년 4월 26일). “Dave Grohl on Lorde: she represents the 'Nirvana aesthetic' amid 'all that stripper pop'”. 《컨세퀀스 오브 사운드》. 2019년 2월 19일에 확인함.
63. ↑  잭 디온 (2014년 10월 21일). “Lorde's 'Hunger Games: Mockingjay, Pt. 1' Soundtrack to Feature Kanye West, Chvrches, Charli XCX”. 《빌보드》. 2014년 10월 26일에 확인함.
64. 1 2  조 린치 (2014년 12월 11일). “2015 Golden Globe Nominees: Lorde, Lana Del Rey, Trent Reznor & More”. 《빌보드》. 2014년 12월 13일에 확인함.
65. ↑  김경주 (2015년 1월 12일). “‘셀마’, 주제가상 수상 영예[72회 골든글로브]”. 《OSEN》. 2020년 5월 29일에 확인함.
66. ↑  마이클 크래그 (2015년 9월 27일). “Disclosure: Caracal review – dance duo's second is saved by the guests”. 《가디언》. 2019년 1월 21일에 확인함.
67. ↑  김하진 (2015년 9월 25일). “디스클로저, 오늘(25일) 새 음반 '카라칼' 발매”. 《텐아시아》. 2020년 5월 29일에 확인함.
68. ↑  “David Bowie's son thanks Brits for 'beautiful' tribute by Lorde”. 《가디언》. 2016년 2월 25일. 2016년 2월 29일에 확인함.
69. ↑  “David Bowie saw Lorde as 'the future of music'”. 《가디언》. 2016년 3월 22일. 2019년 2월 23일에 확인함.
70. ↑  조 린치 (2016년 6월 10일). “Lorde Returns! Hear 'Heartlines,' the Song She Co-Wrote With Broods”. 《빌보드》. 2019년 1월 21일에 확인함.
71. ↑  마크 새비지 (2017년 3월 2일). “All you need to know about Lorde's new single, Green Light”. 《BBC 뉴스》. 2017년 3월 2일에 확인함.
72. ↑  “Pazz & Jop: It's Kendrick's and Cardi's World. We're All Just Living in It”. 《빌리지 보이스》. 2018년 1월 22일. 2018년 1월 23일에 원본 문서에서 보존된 문서. 2018년 2월 10일에 확인함. “Best Songs of the Year 2017”. 《NME》. 2017년 11월 27일. 2017년 12월 4일에 확인함. 벤 보몬트토머스 (2017년 12월 4일). “The top 100 tracks of 2017”. 《가디언》. 2019년 2월 1일에 확인함.
73. ↑  “Lorde – Green Light”. 헝 미디어. 2019년 2월 20일에 확인함. “Lorde – Green Light Chart History – Canadian Hot 100”. 《빌보드》. 2019년 2월 20일에 확인함.
74. ↑  미셸 겔라니 (2017년 3월 31일). “Bleachers and Lorde link up on new song 'Don't Take the Money' — listen”. 《Consequence of Sound》. 2018년 12월 29일에 확인함.
75. ↑  알테아 레가스피 (2017년 4월 14일). “Jack Antonoff Details Bleachers' 'Gone Now' LP”. 《롤링 스톤》. 2019년 3월 17일에 확인함.
76. 1 2 3 4 5  조나 위너 (2017년 4월 12일). “The Return of Lorde”. 《뉴욕 타임스》. 2019년 2월 3일에 확인함.
77. ↑  로런 발렌티 (2014년 6월 5일). “Why Lorde's Next Album Will Be 'Totally Different'”. 《마리끌레르》. 2016년 6월 29일에 원본 문서에서 보존된 문서.
78. ↑  “Best of 2017: Music Critic Top 10 Lists”. 메타크리틱. 2021년 1월 18일에 원본 문서에서 보존된 문서. 2019년 1월 21일에 확인함.
79. ↑  키스 콜필드 (2017년 6월 25일). “Lorde Earns First No. 1 Album on Billboard 200 Chart With 'Melodrama'”. 《빌보드》. 2017년 6월 26일에 원본 문서에서 보존된 문서.
80. ↑  “Lorde Chart History – Canadian Albums”. 《빌보드》. 2019년 1월 21일에 확인함. “Charts.org.nz – Lorde – Melodrama”. 헝 미디어. 2019년 1월 21일에 확인함.
81. ↑  칼 러마 (2018년 1월 28일). “Bruno Mars Completes His Big Night by Winning Album of the Year for '24K Magic' at the 2018 Grammy Awards”. 《빌보드》. 2018년 3월 19일에 원본 문서에서 보존된 문서.
82. ↑  미셸 김. “Lorde Announces New SZA-Featuring "Homemade Dynamite" Remix”. 《피치포크》. 2017년 9월 13일에 확인함.
83. ↑  나탈리아 바 (2017년 6월 8일). “Lorde Announces Melodrama World Tour, New Song Due Out at Midnight”. 《Paste》. 2017년 12월 9일에 확인함.
84. ↑  앨리슨 스터블바인 (2017년 10월 4일). “Lorde Reveals Run the Jewels, Mitski & Tove Styrke as Support for Melodrama Tour in North America”. 《빌보드》. 2018년 5월 30일에 확인함.
85. ↑  조효석 (2017년 12월 26일). “팝스타 로드의 이스라엘 공연 취소 사연은?”. 《국민일보》. 2020년 5월 25일에 확인함.
86. ↑  피터 보몬트 (2017년 12월 25일). “Lorde cancels Israel concert after pro-Palestinian campaign”. 《가디언》. 2017년 12월 27일에 확인함.
87. ↑  대니얼 크렙스 (2017년 12월 24일). “Lorde Cancels Tel Aviv Concert After Calls to Boycott Israel”. 《롤링 스톤》. 2018년 8월 27일에 원본 문서에서 보존된 문서.
88. ↑  “Lorde's artistic right to cancel gig in Tel Aviv”. 《가디언》. 2018년 1월 5일. 2018년 1월 10일에 확인함.
89. ↑  “Lorde called a bigot over cancelled Israel concert in full-page Washington Post ad”. 《가디언》. 2018년 1월 1일. 2018년 1월 1일에 확인함.
90. ↑  최지희 (2018년 10월 12일). ““反이스라엘 불매운동 한 죄”…공연 취소시킨 외국 여성에 벌금 1300만원”. 《조선일보》. 2020년 5월 29일에 확인함.
91. ↑  “21 Under 21 2017: Music's Next Generation”. 《빌보드》. 2017년 9월 28일. 2019년 3월 17일에 확인함.
92. ↑  “Lorde Pens Emotional Update About Her Next Album and the Death of Her Dog Pearl”. 《빌보드》. 2019년 11월 2일. 2020년 5월 25일에 확인함.
93. ↑  세리스 케닐리 (2020년 1월 27일). “Porches teases snippet of “Goodbye” remix featuring Lorde”. 《The Line of Best Fit》. 2020년 5월 25일에 확인함.
94. ↑  리즈 칼바리오 (2020년 5월 19일). “Lorde Shares Update on Her New Music, Says It's 'So F**king Good'”. 《엔터테인먼트 투나잇》. 2020년 5월 25일에 확인함.
95. ↑  루이스, 이소벨 (2020년 5월 20일). “Lorde updates fans on third album release in lengthy email”. 《인디펜던트》. 2020년 11월 25일에 확인함.
96. ↑  이율 (2020년 7월 29일). “"미 대선 캠페인 노래 사용 허락받으라"…가수 50여명 공개서한”. 《연합뉴스》. 2020년 8월 3일에 확인함.
97. ↑  앨 뉴스테드 (2020년 7월 29일). “Lollapalooza is streaming a huge virtual festival this weekend”. 《ABC》. 2020년 8월 3일에 확인함.
98. ↑  에린 크리스티 (2020년 7월 30일). “Lollapalooza 2020 announces streaming schedule”. 《브루클린비건》. 2020년 8월 3일에 확인함.
99. 1 2  브루스, 재스퍼 (2020년 11월 24일). “Lorde to release 100-page photo album documenting Antarctica trip”. 《NME》. 2020년 11월 25일에 확인함.
100. ↑  저스틴, 커토 (2021년 5월 25일). “Lorde Books First Live Show in Over Two Years at Primavera Sound 2022”. 《벌처》. 2021년 5월 31일에 확인함.
101. ↑  스트라우스, 매슈 (2021년 6월 7일). “Lorde Updates Website With “Solar Power” Teaser”. 《피치포크》. 2021년 6월 8일에 확인함.
102. ↑  화이트, 케이틀린 (2021년 6월 10일). “Lorde Confirms Her Third Album, ‘Solar Power,’ Is ‘Feral And Free’ And Coming Soon”. 《업록스》. 2021년 7월 4일에 확인함.
103. ↑  갤러거, 알렉스 (2021년 7월 20일). “Lorde’s new single ‘Stoned at the Nail Salon’ is arriving tomorrow” (영어). NME. 2021년 7월 21일에 원본 문서에서 보존된 문서. 2021년 9월 9일에 확인함.
104. ↑  갤러거, 알렉스 (2021년 8월 16일). “Lorde announces new single ‘Mood Ring’ will arrive this week”. NME. 2021년 8월 16일에 원본 문서에서 보존된 문서. 2021년 9월 9일에 확인함.
105. ↑  “Lorde surprises fans with 2 new songs 'Silver Moon', 'Invisible Ink' during Cornwall concert | Watch”. WION. 2023년 8월 14일. 2023년 8월 14일에 원본 문서에서 보존된 문서. 2023년 9월 9일에 확인함.
106. ↑  Maher, Dani (2024년 6월 6일). “Is Lorde teasing her long-awaited fourth album?”. 《Harper's Bazaar Australia》. 2025년 5월 3일에 확인함.
107. ↑  Daly, Rhian (2024년 3월 5일). “Is Lorde working with Blood Orange’s Dev Hynes on her new album?”. 《The Forty-Five》. 2025년 5월 3일에 확인함.
108. ↑  “Lorde Covers "Take Me to the River" for Talking Heads Tribute Album”. 《Pitchfork》. 2024년 3월 28일. 2024년 3월 29일에 원본 문서에서 보존된 문서. 2024년 3월 29일에 확인함.
109. ↑  Kheraj, Alim (2024년 6월 21일). “Charli XCX and Lorde's conflict resolution is the year's most powerful pop moment”. 《The Guardian》. ISSN 0261-3077. 2024년 7월 11일에 원본 문서에서 보존된 문서. 2024년 6월 22일에 확인함.
110. ↑  Aswad, Jem (2024년 9월 4일). “Sabrina Carpenter, Taylor Swift, Lorde, Megan Thee Stallion and More Make It a Hot Girl Summer for Universal Music Publishing”. 《버라이어티》. 2025년 5월 3일에 확인함.
111. ↑  “Lorde teases new music with TikTok clip, fans speculate album release”. 《NZ Herald》. 2025년 4월 10일. 2025년 5월 3일에 확인함.
112. ↑  O'Dell, Liam (2025년 4월 11일). “Lorde teases first original music in four years with ‘What Was That’ snippet”. 《인디펜던트》. 2025년 5월 3일에 확인함.
113. ↑  Zhan, Jennifer (2025년 4월 22일). “Does Lorde Know She’s Famous?”. 《Vulture》. 2025년 5월 3일에 확인함.
114. ↑  Green, Walden (2025년 4월 22일). “Lorde Debuts New Song “What Was That” Live at Washington Square Park”. 《피치포크》. 2025년 5월 3일에 확인함.
115. ↑  Cocoran, Nina; Green, Walden (2025년 4월 24일). “Lorde Releases Video for New Song “What Was That”: Watch”. 《피치포크》. 2025년 5월 3일에 확인함.
116. ↑  Cocoran, Nina (2025년 4월 30일). “Lorde Announces New Album Virgin”. 《피치포크》. 2025년 5월 3일에 확인함.
117. ↑  얼리사 페레이아 (2017년 4월 22일). “13 songs that deeply inspire lorde”. 《i-D》. 2021년 1월 15일에 원본 문서에서 보존된 문서. 2020년 5월 29일에 확인함.
118. ↑  제임스 라크노 (2013년 9월 11일). “Lorde – New Music”. 《데일리 텔레그래프》. 2013년 9월 14일에 확인함.
119. ↑  Lorde (2013년 8월 20일). 《Lorde In-Studio with Kennedy》.  인터뷰어: 리사 케네디 몽고메리. KYSR. 2:58.
120. 1 2  노아 마이컬슨 (2013년 7월 24일). “Lorde, 16-Year-Old New Zealand Musician, Talks 'Royals' Video, Feminism And More”. 《허프포스트》. 2014년 1월 30일에 확인함.
121. ↑  “Lorde takes home two Grammys”. 《스터프》. 2014년 1월 28일. 2020년 5월 29일에 확인함.
122. ↑  줄리 노턴; 피트 본 (2014년 5월 20일). “Lorde on Influences – and Cosmetics”. 《Women's Wear Daily》. 2015년 11월 27일에 확인함.
123. ↑  케이시 루이스. “Get to Know Lorde, the 16-Year-Old Pop Star Everyone's Talking About”. 《틴 보그》. 2014년 7월 6일에 확인함.
124. ↑  리아 심프슨 (2013년 11월 5일). “Lorde 'I relate to Kanye West and I feel intimidated by teenage girls'”. 《Digital Spy》. 2013년 11월 5일에 확인함.
125. ↑  “Lorde reveals David Bowie was inspiration for second album as new single Green Light released”. 《The Daily Telegraph》. 2017년 3월 3일. 2019년 2월 21일에 확인함.
126. ↑  “THE YEAR OF OUR LORDE...”. 《블랙매거진》. 2014년 1월 30일. 2019년 2월 14일에 원본 문서에서 보존된 문서. 2020년 5월 29일에 확인함.
127. ↑  매들린 보드먼 (2014년 1월 16일). “Lorde On Her Inspirations, Style, And Rise To Fame”. 《허프포스트》. 2014년 11월 26일에 원본 문서에서 보존된 문서.
128. 1 2 3 4  젠 셀비 (2013년 10월 28일). “Lorde Royals Pure Heroine Interview”. 《글래머》. 2013년 12월 16일에 확인함.
129. 1 2  Lorde (2013년 12월 18일). 《ZMTV – Lorde Interview (Polly Speaks to Lorde Before The iHeartRadio NZ Launch)》.  인터뷰어: 폴리 길레스피. ZM. 2:18.
130. ↑  제임스 라크노 (2013년 9월 11일). “Lorde – New Music”. 《데일리 텔레그래프》. 2013년 9월 14일에 확인함.
131. 1 2 3  클레어 섀퍼 (2014년 6월 24일). “The Influences on Lorde's 'Melodrama': Frank Ocean, Robyn, Bowie and 10 Other Artists Who Shaped Its Sound”. 《뉴스위크》. 2018년 2월 23일에 확인함.
132. 1 2 3 4 5  에밀리 매케이 (2017년 6월 16일). “Lorde talks fame, growing up and her new album 'Melodrama' – NME”. 《NME》. 2017년 6월 19일에 확인함.
133. 1 2  톰 러몬트 (2017년 6월 17일). “Lorde: 'I want to be Leonard Cohen. I want to be Joni Mitchell'”. 《가디언》. 2018년 2월 23일에 확인함.
134. ↑  제이슨 립셔츠 (2015년 5월 7일). “Lorde Uses Robyn's 'Dancing On My Own' as Studio Inspiration”. 《빌보드》. 2018년 2월 23일에 확인함.
135. ↑  스티븐 토머스 얼와인. “Lorde Biography”. 올뮤직. 2019년 1월 21일에 확인함.
136. 1 2  존 해듀섹 (2013년 9월 30일). “Lorde – Pure Heroine | Album Review”. 《Consequence of Sound》. 2019년 2월 3일에 확인함.
137. ↑  브래드 휠러 (2013년 10월 7일). “In an age of manufactured stars, Lorde is a refreshing change”. 《글로브 앤 메일》. 2019년 2월 3일에 확인함.
138. 1 2  에번 소디 (2013년 10월 10일). “Lorde: Pure Heroine”. 《팝매터스》. 2019년 1월 21일에 확인함.
139. ↑  “Lorde”. 《피치포크》. 2019년 2월 4일에 확인함. 멜로드라마는 어떤 파티의 이야기를 들려주었고, 인디 팝의 사운드를 혼합적으로 접목시켰다
140. ↑  스탠 머호니 (2014년 7월 8알). “Lorde review – voice of the generation, with a dash of gold lamé and confetti”. 《가디언》. 2014년 8월 24일에 확인함.
141. ↑  새미 메인 (2013년 10월 28일). “Album Review: Lorde – Pure Heroine”. 《드로운드 인 사운드》. 2014년 6월 8일에 원본 문서에서 보존된 문서. 2019년 2월 1일에 확인함.스콧 인테란테 (2013년 10월 17일). “Gold Teeth, White Teeth, and Lorde's 'Pure Heroine'”. 《팝매터스》. 2018년 6월 4일에 확인함.
142. 1 2  시레나 토러스 (2018년 8월 31일). “Lorde Is The 21st Century's Author Of Adolescent Evolution”. 내셔널 퍼블릭 라디오. 2018년 1월 21일에 확인함.앨릭스 모리스 (2017년 5월 15일). “Lorde's Growing Pains: How Pop's Favorite Outsider Wrote Her Next Chapter”. 《롤링 스톤》. 2018년 12월 14일에 확인함.
143. ↑  댄 와이스 (2017년 6월 19일). “Lorde – Melodrama”. 《컨시퀀스 오브 사운드》. 2018년 1월 5일에 원본 문서에서 보존된 문서.키티 엠파이어 (2017년 6월 18일). “Lorde: Melodrama review – maximum overwrought”. 《가디언》. 2017년 12월 23일에 원본 문서에서 보존된 문서.
144. ↑  닉 크루언 (2013년 10월 1일). “Lorde’s Pure Heroine is auspicious debut: review”. 《더 스타》. 2020년 5월 29일에 확인함.
145. ↑  숀 판 (2013년 10월 28일). “Lorde Review”. 2013년 11월 13일에 원본 문서에서 보존된 문서. 2014년 4월 20일에 확인함.
146. ↑  브래드 휠러 (2013년 10월 4일). “In an age of manufactured stars, Lorde is a refreshing change”. 《글로브 앤 메일》. 2013년 10월 8일에 원본 문서에서 보존된 문서. 2020년 5월 29일에 확인함.
147. ↑  멜리나 리직 (2014년 5월 20일). “Mutual Admiration, Across the Sea, Across the Years”. 《뉴욕 타임스》. 2014년 6월 16일에 확인함.라이자 다윈 (2013년 6월 27일). “Meet Lorde: She's a Talented Teenage Badass”. 《바이스》. 2013년 10월 28일에 원본 문서에서 보존된 문서. 2013년 12월 16일에 확인함.
148. ↑  제이슨 립셔츠 (2013년 9월 25일). “Lorde, 'Pure Heroine' Track-By-Track Review”. 《빌보드》. 2014년 9월 9일에 확인함.
149. ↑  케빈 맥팔랜드 (2013년 10월 8일). “Lorde: Pure Heroine – Music Review”. 《디 A.V. 클럽》. 2014년 9월 8일에 확인함.
150. ↑  아주세나 라실라. “Review: At the Oracle Arena Last Night, Lorde Gave Fans What They've Been Waiting For”. 《이스트 베이 익스프레스》. 2020년 10월 20일에 원본 문서에서 보존된 문서. 2020년 5월 5일에 확인함.
151. ↑  대니얼 라이트 (2017년 9월 28일). “Lorde at Alexandra Palace, London, review: Artist performs her clever, danceable pop at a perfect live show”. 《인디펜던트》. 2020년 5월 5일에 확인함.
152. ↑  클래리스 러프. “Lorde is teaching herself piano for her new album”. 《인디펜던트》. 2020년 5월 3일에 확인함.
153. ↑  필 위트머 (2017년 3월 3일). “Here's the Music Theory Behind Why Lorde's Songwriting Is Objectively Kickass”. 《바이스》. 2018년 1월 6일에 원본 문서에서 보존된 문서. 2018년 1월 5일에 확인함.
154. ↑  Lorde (2013). 《Lyrical Influences (VEVO LIFT): Brought to You By McDonald's》 (video). VEVO/YouTube.  1:49에 발생. 2013년 11월 22일에 확인함. "Tennis Court"를 제작하는 과정은 내가 평소에 음악을 만드는 방식과는 많이 다른 면이 있었다. 보통은 스튜디오에 들어가기 전에 가사가 만들어졌지만, 이번 곡은 작사를 하기 전에 멜로디와 비트가 만들어졌다.
155. ↑  린지 웨버 (2013년 8월 19일). “Lorde 101: Who Is This 16-Year-Old New Zealand Singer Everyone's Talking About?”. 《뉴욕》. 2013년 8월 21일에 원본 문서에서 보존된 문서. 2019년 2월 3일에 확인함.
156. ↑  세라 하비 (2013년 12월 29일). “Lorde keeps it real about sex appeal”. 《Stuff.co.nz》. 2019년 2월 3일에 확인함.
157. ↑  “Lorde says sex on stage the next step for pop stars”. 《뉴질랜드 헤럴드》. 2013년 11월 4일. 2014년 11월 17일에 확인함.
158. ↑  로즈메리 오버렐 (2014년 1월 31일). “Lorde makes feminism a class issue”. 《뉴질랜드 헤럴드》. 2014년 1월 31일에 원본 문서에서 보존된 문서. 2014년 7월 6일에 확인함.
159. ↑  윌리엄 더페보 (2013년 12월 16일). “Praise the Lorde”. 《V》. 2018년 10월 9일에 원본 문서에서 보존된 문서. 2018년 10월 9일에 확인함.
160. ↑  조지 팔라팅갈 (2017년 11월 22일). “Lorde review: Star shines under the burden of expectation”. 시드니 모닝 헤럴드. 2019년 2월 3일에 원본 문서에서 보존된 문서. 2019년 2월 3일에 확인함.
161. ↑  게리 트러스트 (2013년 10월 11일). “Lorde, HAIM Bring Girl Power To Alternative”. 《빌보드》. 2018년 6월 3일에 확인함.
162. ↑  로버트 크리스트가우 (2020년 9월 10일). “Lorde”. 로버트 크리스트가우 컨슈머 가이드.
163. ↑  존 카라마니카 (2015년 8월 30일). “In Lorde's Wake, a Groundswell of Female Rebels in Pop”. 《뉴욕 타임스》. 2019년 2월 3일에 확인함.
164. ↑  앨리자 애버바넬 (2015년 5월 30일). “The Shifting Image of the Teenage Female Pop Star: How We Got from Britney Spears to Lorde”. 《바이스》. 2018년 12월 15일에 원본 문서에서 보존된 문서. 2019년 2월 3일에 확인함.
165. ↑  Newshub Staff (2017년 3월 14일). “Lorde hits back at critics of her SNL dance”. 뉴스허브. 2018년 2월 9일에 원본 문서에서 보존된 문서. 2018년 2월 8일에 확인함.크리스토퍼 로즌 (2017년 9월 10일). “Lorde defends controversial VMAs performance”. 《엔터테인먼트 위클리》. 2018년 2월 9일에 원본 문서에서 보존된 문서. 2018년 2월 8일에 확인함.머리사 멜처 (2014년 2월 7일). “For a Power Girl, Cheers and Disses”. 《뉴욕 타임스》. 2018년 2월 8일에 확인함.메건 매클러스키 (2017년 3월 14일). “Lorde Hits Back at Criticism of Her Saturday Night Live Dancing”. 《타임》. 2019년 2월 18일에 원본 문서에서 보존된 문서. 2019년 2월 18일에 확인함.
166. ↑  에이미 클리프. “Why Lorde Is A Great Dancer”. 《페이더》. 2018년 2월 8일에 확인함.
167. ↑  스티븐 액스먼. “Amanda Palmer on "There Will Be No Intermission"”. 《언더 더 레더》. 2020년 3월 26일에 확인함.
168. ↑  브리트니 스페이노스. “18 Teens Shaking Up Pop Culture”. 《롤링 스톤》. 2019년 5월 27일에 확인함.
169. ↑  제인 로. “Up Next: Benee on Apple Music”. 《Apple Music》. 애플. 2020년 8월 2일에 확인함.
170. 1 2  레이니아 라니프토스 (2020년 4월 28일). “Here's What Finneas Thinks When People Ask About 'The Next Billie Eilish'”. 《빌보드》. 2020년 4월 29일에 확인함.
171. ↑  마르코 델라카바 (2013년 12월 29일). “Who inspires Britney? Beyonce, Bruno — and her ex JT”. 《USA 투데이》. 2020년 5월 4일에 확인함.
172. ↑  조너선 번스틴 (2019년 5월 17일). “How Charly Bliss Learned to Love Pop”. 《롤링 스톤》. 2019년 5월 19일에 확인함.
173. ↑  케이틀린 화이트 (2019년 9월 4일). “Conan Gray Writes Intimate, Practically Perfect Pop Songs Inspired By Lorde, Taylor Swift, And Adele”. 《어프록스》. 2019년 9월 7일에 확인함.
174. ↑  앤드루 트렌델. “Courtney Love on her new album: 'It'll have beats. Like Lorde has beats'”. 《NME》. 2019년 9월 28일에 확인함.
175. ↑  스콧 머비스. “Music preview: Mt. Lebanon singer Daya has shot at pop fame”. 《피츠버그 포스트-가제트》. 2020년 9월 14일에 확인함.
176. ↑  질리언 셀저 (2016년 8월 26일). “Fletcher Debuts New Power Ballad "Wasted Youth," Interview”. 《V》. 2019년 9월 28일에 원본 문서에서 보존된 문서. 2019년 9월 28일에 확인함.
177. ↑  소피 윌리엄스 (2020년 7월 1일). “Holly Humberstone: Heart-on-sleeve spectral synth-pop perfect for Lorde and Phoebe Bridgers fans”. 《NME》. 2020년 8월 14일에 확인함.
178. ↑  테일러 웨더비 (2018년 2월 8일). “James Bay Explains How Lorde, Frank Ocean & David Bowie Played Into His 'Evolving' Sound For New Single 'Wild Love'”. 《빌보드》. 2018년 6월 3일에 확인함.
179. ↑  스티브 홀든 (2017년 10월 13일). “Why Khalid loves Fleetwood Mac and Sir Elton John”. BBC. 2018년 12월 14일에 확인함.
180. ↑  “Takeover Tuesday Playlist: K.Flay Picks Her Favorite Lyrics From Lorde, Cage the Elephant & More”. 《빌보드》. 2019년 7월 23일. 2020년 4월 6일에 확인함.
181. ↑  사브리나 핑컬스타인 (2017년 7월 14일). “Nina Nesbitt Talks New Single, Songwriting and Being a DIY Female Producer: Interview”. 《빌보드》. 2018년 6월 3일에 확인함.
182. ↑  로리 레븐펠드 (2016년 11월 16일). “Olivia Rodrigo”. 《The Project for Women》. 2020년 8월 27일에 확인함.
183. ↑  조지프 롱고 (2019년 3월 9일). “Don't Kill Sigrid's Vibe: Scandinavia's Breakout Pop Sensation on Her Debut Album 'Sucker Punch'”. 《데일리 비스트》. 2019년 9월 30일에 확인함.
184. ↑  “Why We're Infatuated with Tessa Violet”. 《풀리스트》. 2018년 8월 7일. 2019년 9월 28일에 원본 문서에서 보존된 문서. 2019년 9월 28일에 확인함.
185. ↑  타티아나 치리사노 (2017년 12월 15일). “Chartbreaker: Pop-Rock Quartet The Aces Were Inspired By Lorde To Get Serious”. 《빌보드》. 2020년 4월 3일에 확인함.
186. ↑  마일스 탠저 (2017년 12월 5일). “How Tove Lo got really weird and made the best album of her career”. 《페이더》. 2018년 12월 14일에 확인함.
187. ↑  샘 머피 (2018년 4월 10일). “Tove Styrke Wants To “Shortcut To The Feeling” With Her New Music”. 《The Interns》. 2020년 8월 2일에 확인함.
188. ↑  니콜 더로자 (2016년 4월 22일). “Q&A with Troye Sivan”. AllAccess.com. 2019년 5월 26일에 원본 문서에서 보존된 문서. 2019년 5월 26일에 확인함.
189. ↑  케이시 캐미니티. “XYLØ, The Brother-Sister Duo You Need to Know”. DuJour. 2020년 10월 8일에 원본 문서에서 보존된 문서. 2020년 9월 18일에 확인함.
190. ↑  켄 스크루다토 (2018년 2월 9일). “BlackBook Interview with Brit Rocker Yungblud and His Guide to Authentic, Indie London”. 《블랙북》 (바이브). 2019년 10월 6일에 확인함.
191. ↑  머리사 로루소 (2018년 11월 20일). “Turning the Tables: Your List Of The 21st Century's Most Influential Women Musicians”. NPR. 2018년 12월 14일에 확인함.
192. ↑  크리스 페인 (2014년 10월 9일). “Watch Lorde Return to 'South Park' & See Her Reaction”. 《빌보드》. 2019년 2월 3일에 확인함.
193. ↑  앨릭스 영 (2014년 12월 4일). “South Park mocks music industry with Lorde and Tupac holograms – watch”. 《컨시퀀스 오브 사운드》. 2019년 2월 3일에 확인함.
194. ↑  “Lorde features on Typhoon Haiyan charity album”. 3News. 2013년 11월 26일. 2014년 6월 6일에 원본 문서에서 보존된 문서.
195. ↑  제시카 매캘런 (2013년 12월 13일). “Lorde's painted gnome goes up for auction”. 《뉴질랜드 헤럴드》. 2020년 5월 29일에 확인함.
196. ↑  폴 섹스턴 (2014년 10월 8일). “All-Star BBC ‘God Only Knows’ Video And Charity Single”. 《유디스커버뮤직》. 2020년 5월 29일에 확인함.
197. ↑  케이트 해셋 (2015년 7월 22일). “Lorde gives back to New Zealand schools through ‘Give Two’”. 《마인드푸드》. 2020년 5월 29일에 확인함.
198. ↑  엘 헌트 (2015년 9월 11일). “Lorde, Flight of the Conchords, Peter Jackson and All Blacks record charity song”. 《가디언》. 2020년 9월 10일에 확인함.
199. ↑  “Lorde Makes Big Donation to New Zealand Children's Charity”. 《빌보드》. 2016년 6월 30일. 2020년 5월 29일에 확인함.
200. ↑  “Lorde donates $10,000 to Kiwi family in need”. 《스터프》. 2016년 10월 12일. 2020년 5월 29일에 확인함.
201. ↑  “Kate Bush and Lorde feature on birthday album for Dalai Lama”. 《데일리 텔레그래프》. 2015년 7월 2일. 2020년 9월 10일에 확인함.
202. ↑  “Lorde donates $5000 to Starship Children's Hospital”. Newshub. 2018년 6월 24일. 2020년 10월 8일에 원본 문서에서 보존된 문서. 2020년 9월 10일에 확인함.
203. ↑  “NZ Music Foundation rebrands to MusicHelps, Lorde on board as patron”. 《뮤직 네트워크》. 2018년 11월 8일. 2020년 5월 25일에 확인함.
204. ↑  “Lorde becomes patron of MusicHelps, a musical charity helping Kiwis in need”. 뉴스허브. 2018년 11월 7일. 2019년 6월 13일에 원본 문서에서 보존된 문서. 2019년 5월 23일에 확인함.
205. ↑  마크 퀸리언 (2020년 7월 16일). “Lorde pays tribute to The Edge radio personality Michael Kooge, donates $5000”. 《뉴스허브》. 2020년 7월 17일에 원본 문서에서 보존된 문서. 2020년 8월 3일에 확인함.
206. ↑  “From Devonport to diva: The story of Lorde so far”. 《Stuff.co.nz》. 2017년 3월 3일. 2020년 5월 22일에 확인함.
207. ↑  “She's still our Lorde, say friends”. 라디오 뉴질랜드. 2014년 1월 28일. 2014년 3월 13일에 확인함.
208. ↑  스콧 록스버그 (2014년 3월 27일). “Lorde's Boyfriend on Singer's accomplishments: 'I Couldn't Be Prouder'”. 《빌보드》. 2014년 9월 9일에 확인함. “Reports: Lorde has split from her boyfriend James Lowe after three years”. 《Stuff.co.nz》. 2016년 1월 19일. 2018년 3월 14일에 확인함.
209. ↑  앨리슨 다케다 (2013년 12월 10일). “Lorde, Rumored Boyfriend James Lowe Face Cyberbullying, Racist Tweets”. 《Us 위클리》. 2020년 5월 28일에 확인함.
210. ↑  메헤라 보너 (2017년 4월 13일). “Lorde Opens Up About Her Breakup with Longtime Boyfriend: "It Was My First Major Heartbreak"”. 《마리끌레르》. 2020년 5월 28일에 확인함.
211. ↑  “Lorde pays $2.84m for her city villa”. 《뉴질랜드 헤럴드》. 2016년 1월 16일. 2017년 7월 8일에 확인함.
212. ↑  마크 토머스 (2017년 9월 8일). “Lorde reveals that she has Croatian citizenship”. 《두브로니크 타임스》. 2017년 9월 9일에 확인함.
213. ↑  “Lorde wins big at 2013 NZ Music Awards”. 3 News. 2013년 12월 2일에 원본 문서에서 보존된 문서. 2013년 11월 21일에 확인함.
214. ↑  리디아 젱킨스 (2013년 10월 16일). “Lorde's Royals wins APRA Silver Scroll award”. 《뉴질랜드 헤럴드》. 2013년 10월 15일에 확인함.
215. ↑  “60th Annual Grammy Awards”. 미국 리코딩 예술 산업 아카데미. 2019년 2월 3일에 확인함.
216. ↑  체포 모코에나 (2014년 2월 19일). “Lorde wins international female solo artist award at 2014 Brits”. 《The Guardian》. 2014년 2월 19일에 확인함. 벤 보몬트토머스 (2018년 1월 13일). “Brit awards nominations 2018: Dua Lipa beats Ed Sheeran with five”. 《The Guardian》. 2018년 1월 13일에 확인함.
217. ↑  “Billboard Music Awards 2014: Full Winners List”. 《빌보드》. 2014년 5월 18일. 2014년 5월 25일에 원본 문서에서 보존된 문서. 2014년 9월 22일에 확인함. 크레이그 플래스터 (2014년 8월 24일). “Lorde Becomes First Female Artist To Win Best Rock Video VMA”. MTV News. 2014년 9월 14일에 원본 문서에서 보존된 문서. 2014년 9월 22일에 확인함. “World Music Awards 2014: Full list of winners”. 비아샛 1. 2014년 6월 3일에 원본 문서에서 보존된 문서. 2014년 8월 8일에 확인함.
218. ↑  “Lorde: 'I am basically a witch'”. 《데일리 텔레그래프》. 2017년 6월 3일. 2019년 2월 8일에 확인함.
219. ↑  “Gold and Platinum: Top Artists (Digital Singles)”. 《미국 리코딩 예술 산업 아카데미》. 2019년 9월 28일에 확인함.
220. ↑  무어, 샘 (2017년 3월 12일). “Watch Lorde get drowned out by male feminists in SNL sketch”. 2020년 8월 22일에 확인함.